# Fascismo

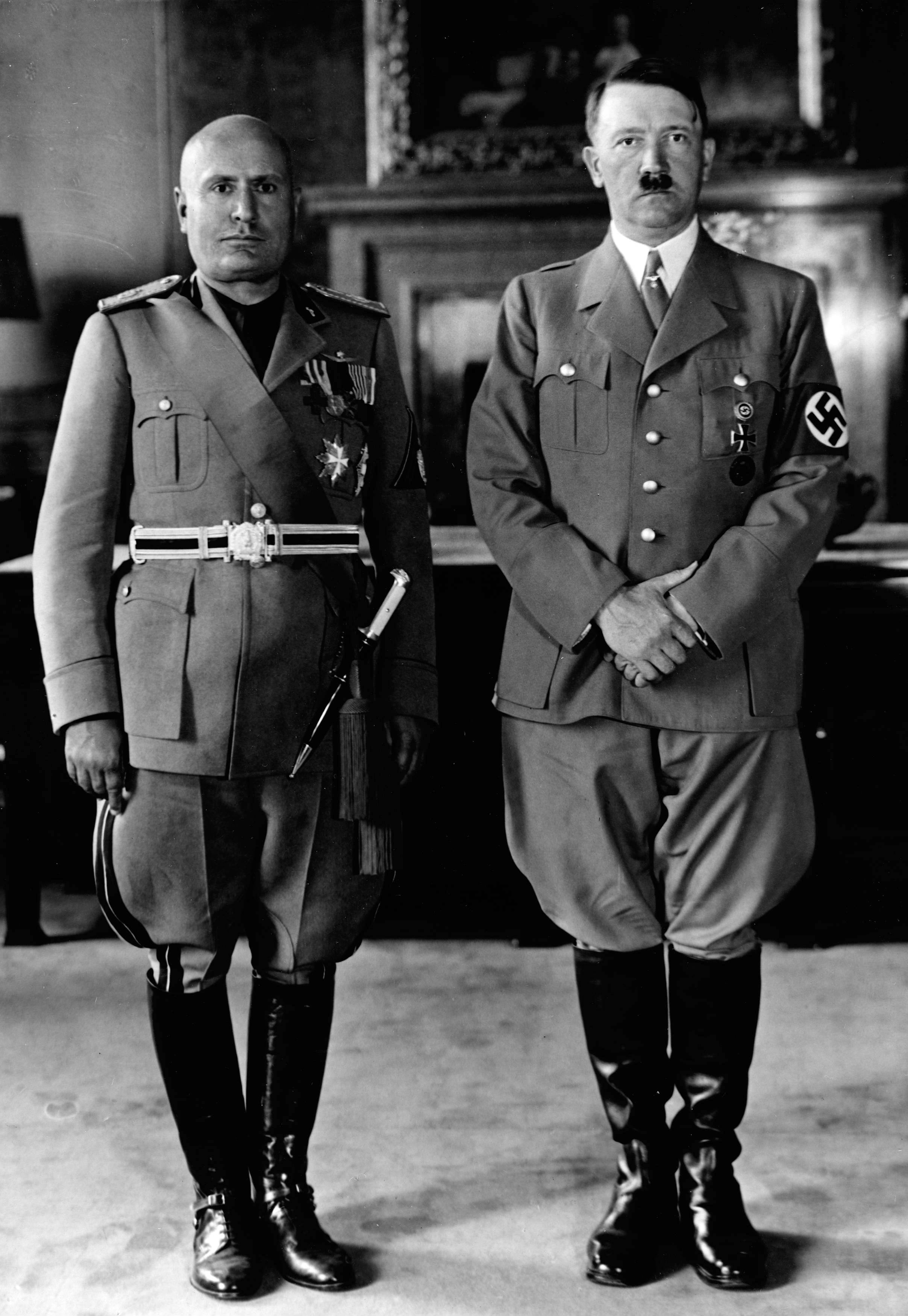
Benito Mussolini y Adolf Hitler

El fascismo es una ideología, un movimiento político y una forma de gobierno de carácter totalitario, antidemocrático, ultranacionalista y de extrema derecha. El término proviene del italiano fascio (‘haz, fasces’), y este a su vez del latín fascēs (plural de fascis), que alude a los signos de la autoridad de los magistrados romanos. Entre sus rasgos definitorios se encuentran, por un lado, la exaltación de valores como la patria o la raza para mantener permanentemente movilizadas a las masas, lo que lo llevó con frecuencia a la opresión de minorías —especialmente en el caso alemán debido a su importante componente racista— y de la oposición política, y, por otro, un fuerte militarismo. Sin embargo, desde sus mismos orígenes, es uno de los movimientos más difíciles de definir con exactitud para las ciencias políticas, posiblemente porque no existe una ideología ni forma de gobierno «fascista» sistematizada y uniforme como sí tendrían otros sistemas políticos contemporáneos.
El fascismo se convirtió en un movimiento político importante e influyente a principios del siglo XX en Europa. Los primeros movimientos surgieron en Italia durante la Primera Guerra Mundial, para luego difundirse por el resto de Europa durante el periodo de entreguerras. La Gran Guerra fue decisiva en su gestación, al provocar cambios masivos en la concepción de la guerra, la sociedad, el Estado y la tecnología. El advenimiento de la guerra total y la completa movilización de la sociedad acabaron con la distinción entre civiles y militares. Dado que el fascismo se opone al pluralismo y a la igualdad social, así como a movimientos considerados de izquierda política como el liberalismo, la socialdemocracia, el anarquismo, el socialismo, el comunismo y el marxismo, una mayoría de especialistas coincide en situarlo en la extrema derecha del espectro político tradicional.
El fascismo se presenta como una «tercera vía» o «tercera posición» caracterizada por eliminar el disenso. El funcionamiento social se sustenta en una rígida disciplina y un apego total a las cadenas de mando; en sostener un fuerte aparato militar cuyo espíritu trascienda a la sociedad en su conjunto, junto a una sólida educación en los valores castrenses; y en un nacionalismo fuertemente identitario con componentes victimistas, que conduce a la violencia contra los que se definen como enemigos. Los fascistas consideran obsoleta la democracia liberal, una forma de gobierno que representaba a las «decadentes» potencias vencedoras de la Primera Guerra Mundial, y también que es necesaria la movilización completa de la sociedad en un Estado de partido único totalitario para preparar a una nación para un conflicto armado y para responder eficazmente a las dificultades económicas. Tal Estado es liderado por un líder fuerte, un dictador y un gobierno marcial compuesto por los miembros del partido fascista gobernante capaz de forjar la unidad nacional y mantener una sociedad estable y ordenada. El fascismo niega que la violencia sea automáticamente negativa en la naturaleza y ve la violencia política, la guerra y el imperialismo como medios para lograr una «regeneración», un rejuvenecimiento nacional. 
Se propugna una economía mixta cuyo objetivo principal es lograr la autarquía mediante políticas económicas proteccionistas e intervencionistas. Los regímenes fascistas, en la práctica, no modificaron en profundidad el sistema económico capitalista; de hecho, en algunos casos incluso practicaron políticas de privatización y persiguieron de forma sistemática a ideologías del movimiento obrero tradicional en ascenso.
El concepto de «régimen fascista» puede aplicarse a algunos regímenes políticos totalitarios o autoritarios de la Europa de entreguerras y a prácticamente todos los que impusieron las potencias del Eje durante su ocupación del continente en la Segunda Guerra Mundial. En primer lugar estaría la Italia fascista de Benito Mussolini (1922) —que inaugura el modelo y acuña el término, aun cuando no hay consenso entre los especialistas en que este haya sido un régimen totalitario—, seguida por la Alemania del Tercer Reich de Adolf Hitler (1933) —que lo lleva a sus últimas consecuencias— y cerrando el ciclo, la España de Francisco Franco, cuyo régimen se prolongó mucho más tiempo —desde 1939 hasta 1975— y evolucionó ideológicamente desde una «dictadura fascistizada» —prácticamente ningún especialista considera al régimen de Franco como plenamente fascista, sin embargo, parece bastante claro que en el primer decenio del régimen de Franco existía un importante componente de tipo fascista, lo cual indica que el caso español es complicado—, hasta la ausencia de una ideología bien definida más allá del nacionalcatolicismo.
Después de su derrota en la Segunda Guerra Mundial, el fascismo dejó de ser un movimiento político importante a nivel internacional. Debido al masivo rechazo de la ideología y de los regímenes fascistas por el resto organizaciones políticas e ideologías, pocos partidos se han descrito abiertamente como fascistas, y el término es usualmente usado peyorativa y erróneamente por distintos grupos políticos. Así, los calificativos «neofascistas» o «neonazis» suelen aplicarse a partidos de extrema derecha con ideologías similares o enraizadas en los movimientos fascistas del siglo XX; en muchos países existen legislaciones que prohíben o limitan su existencia, el revisionismo o negación de sus acciones pasadas —como el  Holocausto— y la exhibición de sus símbolos. El fascismo se ha considerado como «el mayor desafío que jamás haya existido a la democracia liberal y al sistema de valores que alumbrara la Ilustración».

## Características y definición
El fascismo es una ideología política y cultural fundamentada en un proyecto de unidad monolítica denominado corporativismo, por ello exalta la idea de nación frente a la de individuo o clase; suprime la discrepancia política en beneficio de un partido único y los localismos en beneficio del centralismo; y propone como ideal la construcción de una utópica sociedad perfecta, denominada cuerpo social, formado por cuerpos intermedios y sus representantes unificados por el gobierno central, y que este designaba para representar a la sociedad.
Para ello el fascismo inculcaba la obediencia de las masas (idealizadas como protagonistas del régimen) para formar una sola entidad u órgano socioespiritual indivisible. El fascismo utiliza hábilmente los nuevos medios de comunicación y el carisma de un líder dictatorial en el que se concentra todo el poder con el propósito de conducir en unidad al denominado cuerpo social de la nación.
El fascismo se caracteriza por su método de análisis o estrategia de difusión de juzgar sistemáticamente a la gente no por su responsabilidad personal sino por la pertenencia a un grupo. Aprovecha demagógicamente los sentimientos de miedo y frustración colectiva para exacerbarlos mediante la violencia, la represión y la propaganda, y los desplaza contra un enemigo común (real o imaginario, interior o exterior), que actúa de chivo expiatorio frente al que volcar toda la agresividad de manera irreflexiva, logrando la unidad y adhesión (voluntaria o por la fuerza) de la población. La desinformación, la manipulación del sistema educativo y un gran número de mecanismos de encuadramiento social, vician y desvirtúan la voluntad general hasta desarrollar materialmente una oclocracia que se constituye en una fuente esencial del carisma de liderazgo y en consecuencia, en una fuente principal de la legitimidad del caudillo.
Las diferencias de planteamientos ideológicos y trayectorias históricas entre cada uno de estos regímenes son notables. Por ejemplo, el fascismo en la Alemania nazi (o nacionalsocialismo) añade un importante componente racista, que solo es adoptado en un segundo momento y con mucho menor fundamento por el fascismo italiano y el resto de movimientos fascistas o fascistizantes. Para muchos de estos, el componente religioso —católico u ortodoxo según el caso— fue mucho más importante: así, el historiador británico Trevor-Roper evoca un «fascismo clerical» (como sería el caso del nacionalcatolicismo español).
El fascismo es expansionista y militarista, utilizando los mecanismos movilizadores del irredentismo territorial y el imperialismo que ya habían sido experimentados por el nacionalismo del siglo XIX. De hecho, el fascismo es ante todo un nacionalismo exacerbado que identifica tierra, pueblo y estado con el partido y su líder.

El fascismo es un sistema político que trata de llevar a cabo un encuadramiento unitario de una sociedad en crisis dentro de una dimensión dinámica y trágica promoviendo la movilización de masas por medio de la identificación de las reivindicaciones sociales con las reivindicaciones nacionales.

El proyecto político del fascismo es definido por el economista venezolano Humberto García Larralde como el intento de instaurar un Estado totalitario, basado en el corporativismo y una economía dirigista.
Por su parte, el nazismo alemán está centrado en la raza, identificada con el pueblo (Volk) o con la «comunidad popular» (Volksgemeinschaft, interpretable como comunidad del pueblo o comunidad de raza, o incluso como expresión del apoyo popular al Partido y al Estado:

Ein Volk, ein Reich, ein Führer!
«¡Un Pueblo, un Imperio, un Líder!»
Lema de la Alemania nazi

### Razón, voluntad y acción

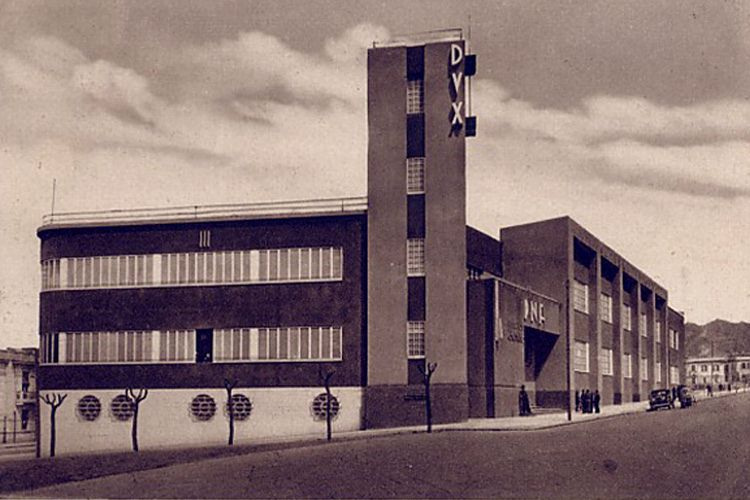
Casa del Fascio Di Reggio Calabria, de líneas arquitectónicas vanguardistas para los años veinte. Destaca la palabra Dux, en referencia a Mussolini, y las siglas del partido sobre la puerta.

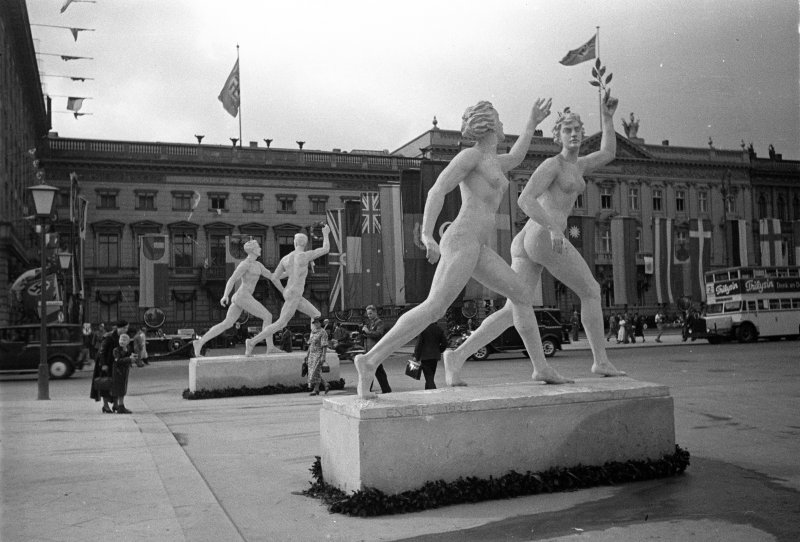
Los Juegos Olímpicos de Berlín 1936 fueron el escaparate del nazismo, siguiendo la estética neoclásica coincidente con el ideal de belleza aria. Algunas filmaciones de los juegos se deben a Leni Riefenstahl, que también dirigió la filmación del congreso nazi de Núremberg de 1934, de impresionantes concentraciones y discursos, con el expresivo título de El triunfo de la voluntad.

Las conexiones del fascismo con movimientos intelectuales —artísticos como el futurismo y otras vanguardias y filosóficos, como el irracionalismo y el vitalismo— supusieron en realidad, más que su influencia, su utilización y manipulación, que fue atractiva —en mayor o menor medida, con mayor o menor grado de compromiso o simple contemporización, y a veces con evolución posterior en contra— para muchas personalidades destacadas: italianos como Gabrielle D'Annunzio, Filippo Tommaso Marinetti, Curzio Malaparte o Luigi Pirandello; alemanes como Martin Heidegger, Ernst Jünger, Carl Schmitt, Wilhelm Furtwängler o Herbert von Karajan; franceses como Robert Brasillach, Louis-Ferdinand Céline o Pierre Drieu La Rochelle; españoles como Ernesto Giménez Caballero, Eugenio D'Ors, Agustín de Foxá, Pedro Laín Entralgo o Dionisio Ridruejo; noruegos como Knut Hamsun, rumanos como Mircea Eliade; y estadounidenses como Ezra Pound. En concreto en el caso de Alemania, ocurrió con tópicos culturales como el del Übermensch de Nietzsche, o incluso con las desviaciones pseudocientíficas justificadoras del racismo, como la eugenesia y el darwinismo social. La ciencia misma fue un principal objeto de consideración, encuadrada y subordinada de manera totalitaria al Estado y al Partido.

Como dice Isaiah Berlin, la Rebelión Romántica ha ido socavando los pilares de la tradición occidental ofreciendo como alternativa «la autoafirmación romántica, el nacionalismo, el culto a los héroes y los líderes, y al final… fascismo e irracionalismo brutal y la opresión de las minorías». En ausencia de reglas objetivas las nuevas reglas las hacen los propios rebeldes: «Los fines no son valores objetivos… Los fines no son descubiertos en absoluto, sino construidos, no se encuentran sino que se crean»… llega a inspirar la política del Estado: la ciencia aria consistía en un constructo social de modo que la herencia racial del observador «afectaba directamente la perspectiva de su trabajo». De ahí que los científicos de razas indeseables no resultarán admisibles y solo se podría escuchar a aquellos que estuvieran en sintonía con las masas, el völk. La física debía ser reinterpretada para relacionarla no con la materia sino con el espíritu, descartándose así la objetividad y la internacionalidad de la ciencia.

La incoherencia de los postulados no era ningún inconveniente: el antiintelectualismo y el predominio de la acción sobre el pensamiento eran conscientemente buscados. Incluso la modernidad estética inicial se llegó a despreciar (arte nazi y concepto de Entartete Kunst o Arte degenerado, quema de libros, estigmatización de determinados intelectuales o de colectivos enteros). Para Stanley Paine, lo que caracterizaba el ideario falangista (movimiento semejante al fascismo en España, fundado en los años treinta por José Antonio Primo de Rivera y que Franco transformó y encuadró en un ampuloso Movimiento Nacional, con la guerra civil y el franquismo) eran justamente «sus ideas vagas y confusas».
El fascismo rechaza la tradición racionalista y adopta posturas de desconfianza en la razón y exaltación de los elementos irracionales de la conducta, los sentimientos intensos y el fanatismo.
Se busca con todo cinismo la simplificación del mensaje, con absoluto desprecio por sus destinatarios:

La propaganda debe limitarse a un número pequeño de ideas y repetirlas incansablemente, presentarlas una y otra vez desde diferentes perspectivas, pero siempre convergiendo sobre el mismo concepto. Sin fisuras ni dudas… Si una mentira se repite suficientemente, acaba por convertirse en verdad.
Joseph Goebbels

Cualquier idea emanada del jefe es un dogma indiscutible, y una directriz a seguir ciegamente, sin discusión ni poder ser sometida a análisis. Se exaltan los valores de la virilidad, la camaradería y el compañerismo de los hermanos de armas, todo ello en sintonía con algunas tradiciones militaristas existentes en todos los ejércitos, pero que fueron exacerbados para su utilización por estados cuya conexión con el fascismo es más o menos estrecha. Serían los casos del ejército alemán, el japonés y los llamados militares africanistas españoles.

### Nacionalismo de vencidos

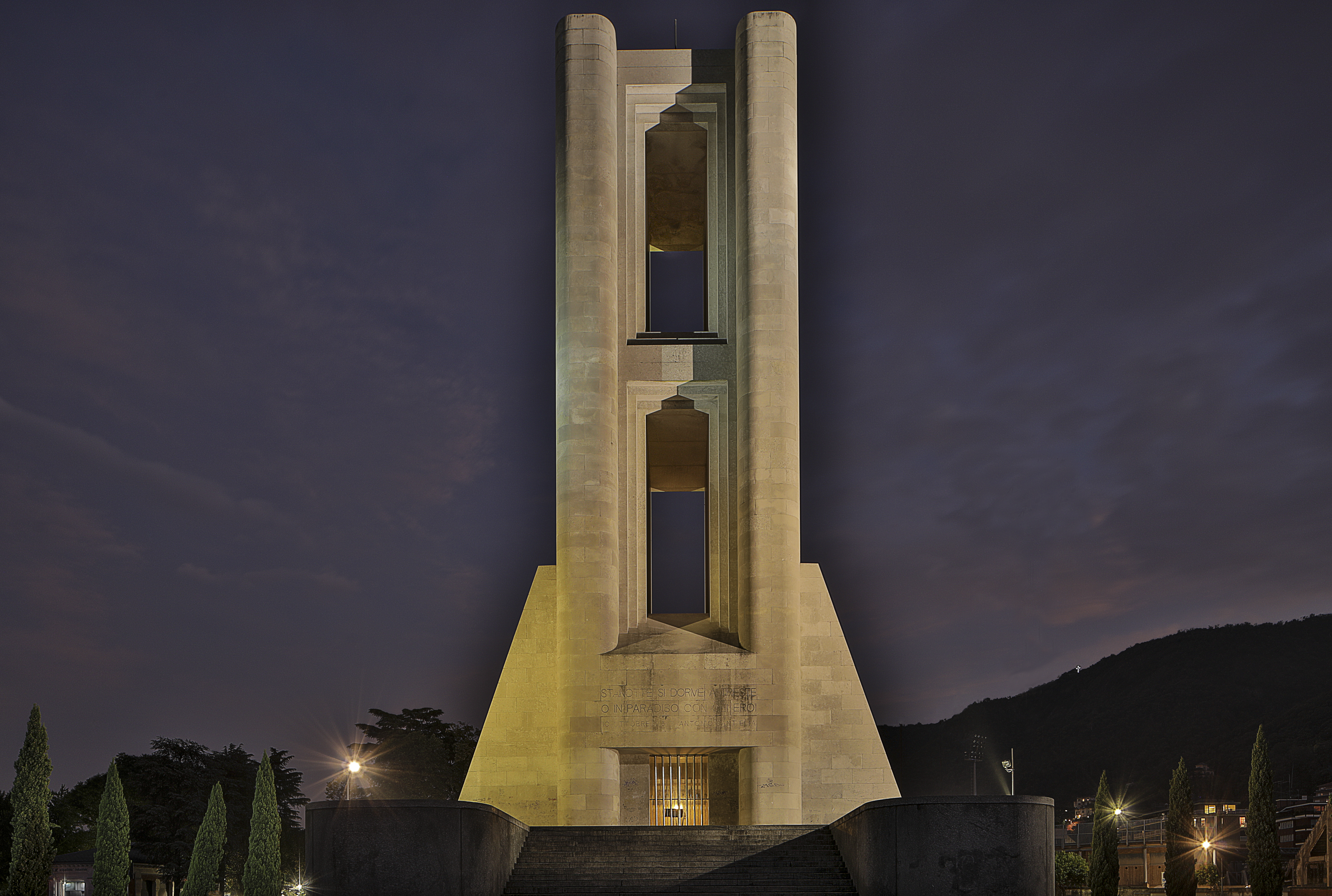
Monumento a los Caídos en Como, proyectado por Giuseppe Terragni a partir de un boceto de Sant'Elia e inaugurado en 1933

Se suele indicar que una característica de los países donde triunfaron los movimientos fascistas fue la reacción de humillación nacional por la derrota en la Primera Guerra Mundial (se ha utilizado la expresión nacionalismo de vencidos), que impulsaba a buscar chivos expiatorios a quienes culpar (caso de Alemania), o la frustración de las expectativas no cumplidas (caso de Italia, victoriosa aunque defraudada por el incumplimiento del tratado de Londres).
En ambos casos, el resentimiento se manifestaba, en el plano internacional, en contra de los más claros vencedores (como Reino Unido, Francia o Estados Unidos); mientras que en el plano interno se volcaba contra el movimiento obrero (sindicalistas, anarquistas, comunistas, socialistas) o el peligro real o imaginado de una revolución comunista o incluso una conspiración Judeo-Masónico-Comunista-Internacional, o cualquier otra fantasmagórica sinarquía oculta en cuya composición incluyera a cualquier organización que los fascistas juzgasen transnacional y opuesta a los intereses del Estado, como el capitalismo, la banca, la bolsa, la Sociedad de Naciones, el movimiento pacifista o la prensa. Sobre todo en el caso alemán, se insistía en la convicción de pertenecer a un pueblo o raza superior cuya postración actual se debe a una traición que le ha humillado y sometido a una condición injusta; y que tiene derecho a la expansión en su propio espacio vital (Lebensraum), a costa de los inferiores. 

### Componente social

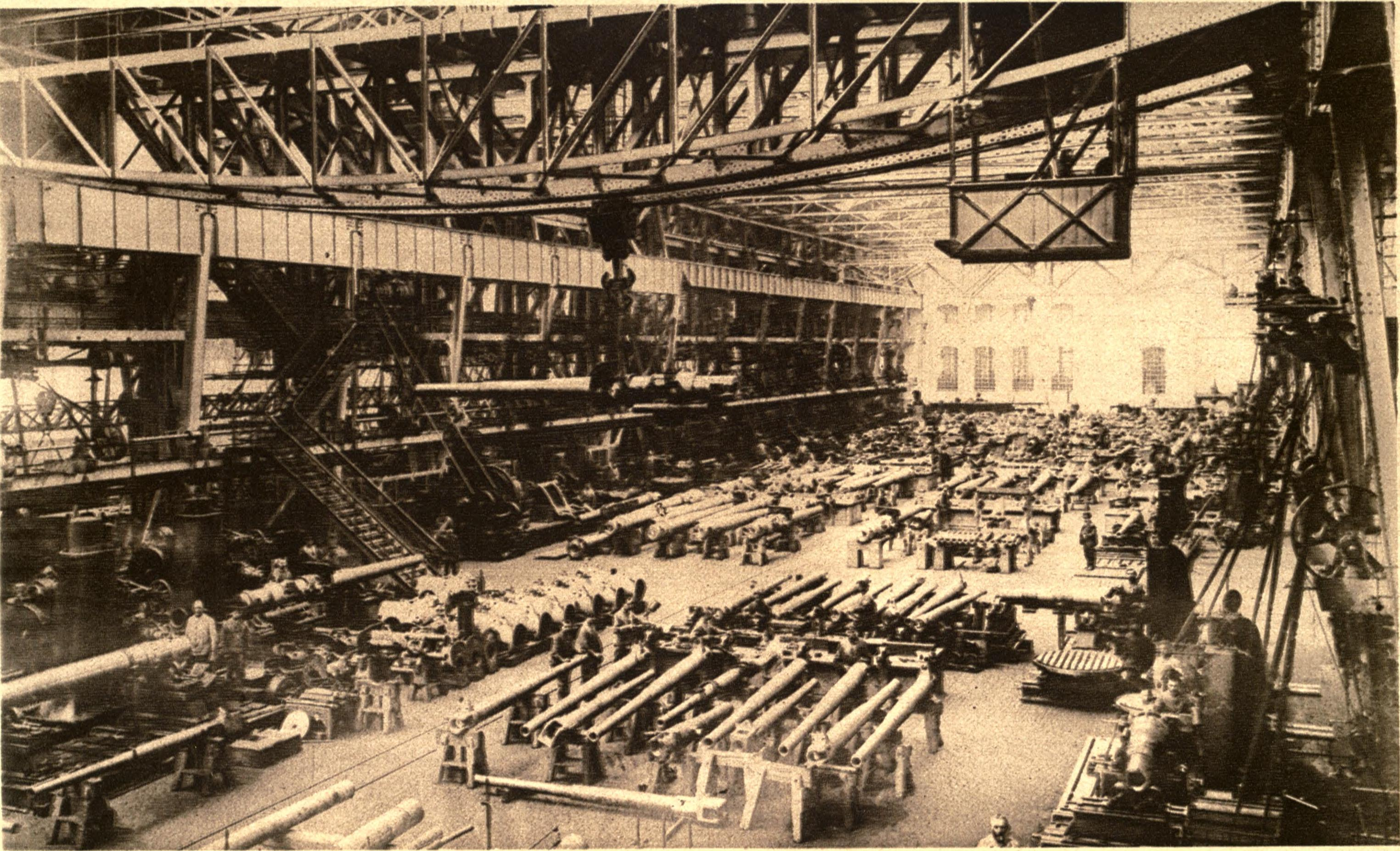
Fábrica de cañones Krupp durante la Primera Guerra Mundial. La remilitarización de Alemania impulsada por Hitler en contra de las limitaciones del pacto de Versalles fue muy favorable a los intereses de la gran industria.

La componente social del fascismo pretende ser interclasista y antiindividualista: niega la existencia de los intereses de clase e intenta suprimir la lucha de clases con una política paternalista, de sindicato vertical y único en que tanto trabajadores como empresarios obedezcan las directrices superiores del gobierno, como en un ejército. Tal es el corporativismo italiano o el nacionalsindicalismo español. El nacionalismo económico, con autarquía y dirección centralizada se adaptaron como en una economía de guerra a la coyuntura de salida de la crisis de 1929, con proteccionismo. No obstante, no hubo en ningún sistema fascista ni planes quinquenales al estilo soviético, ni cuestionamiento de la propiedad privada siempre que cumpliera lo que el Estado dictaminara como «función social», ni alteraciones radicales del sistema capitalista convencional más allá de una fuerte intervención del mercado favoreciendo determinadas áreas de las grandes empresas industriales. Estas características sirven como base a una crítica (de orientación tanto liberal como materialista) que resalta la conveniencia del fascismo para un sector importante de la burguesía.
Desde ese punto de vista, se suele mantener que los movimientos fascistas de entreguerras fueron alimentados por las clases económicamente poderosas —por ejemplo la alta burguesía industrial o las familias conservadoras ricas—, para oponerse a los movimientos obreros y a la democracia liberal. Esa tesis fue defendida en 1936 por el historiador Daniel Guérin en su libro Fascismo y grandes negocios, donde lo asocia a un «complejo industrial-militar», expresión que sería posteriormente reutilizada para definir otros contextos, como el de la carrera de armamentos entre la Unión Soviética y los Estados Unidos. Noam Chomsky describe el fascismo como el sistema donde el Estado integra la mano de obra y el capital bajo el control de una estructura corporativa. Aunque la tesis que identifica al fascismo con un capitalismo de Estado corporativo (una economía altamente intervencionista que protege y financia a grandes empresas privadas) no siempre es sostenida ampliamente, hay muchos elementos que permiten la identificación de intereses entre fascismo y una cartelización del entorno económico-político. Así, por ejemplo, cuando se compara la estructura económica de la población entre países, en concreto el peso económico del 5 % de la población con mayores ingresos en la renta nacional, mientras que en Estados Unidos disminuyó un 20 % entre 1929 y 1941 (cifras similares para el noroeste de Europa), en la Alemania nazi aumentó un 15 %.

#### Relación con el capitalismo y el socialismo
Según la doctrina tercerposicionista, el fascismo no es de izquierda ni de derecha, ni capitalista ni comunista, ya que el fascismo sería una idea totalmente original; sin embargo en la práctica más que una idea original sería una fusión sincrética de varias ideas políticas —proyectos, discursos, etc.— aglutinadas siempre bajo el nacionalismo unitario y el autoritarismo centralista.
Una de las razones de considerar usualmente al fascismo como un movimiento de derecha política suele ser la alianza estratégica del fascismo con los intereses de las clases económicas más poderosas, junto a su defensa de valores tradicionales como el patriotismo o la religiosidad, para preservar el statu quo. Una vez alcanzado el poder, la plutocracia cooperó decididamente con el fascismo en sus diversas versiones. El fascismo operaba desde el punto de vista del darwinismo social en las relaciones humanas, ideas cercanas al liberalismo económico. Su objetivo era promover a individuos superiores y eliminar a los débiles. En términos de práctica económica, significó la promoción de los intereses de empresarios exitosos, a la par que destruyeron los sindicatos y otras organizaciones de la clase obrera. En definitiva, los teóricos marxistas tradicionalmente han acusado al fascismo de ser la última fase del capitalismo y la dictadura abierta de la burguesía. Karl Polanyi consideraba que el fascismo era el corolario del liberalismo y la «obsoleta mentalidad» de una economía de mercado autorregulada.
Por otra parte, las razones para considerar que el fascismo es anticapitalista tiene conexiones doctrinales con la izquierda política y es una variante chovinista del socialismo de Estado, son su programa económico colectivista (proteccionismo, nacionalización, etc.) y discurso político, mas no como movimiento político (en donde eran antagónicos y competidores). El fascismo y sus variantes apelaban al sentimiento popular y las masas como las protagonistas del régimen, especialmente por la virilidad exaltada en el trabajo manual y obrero (obrerismo); a pesar de ello no reconocía la libertad de asociación por motivos de clase (libertad sindical) sino la identificación de los trabajadores como «súbditos» del Estado, «pueblo» y «patria», por ello su símil con el populismo.
El programa económico del fascismo toma importantes criterios de la Nueva Política Económica (NPE), que Lenin aplicó luego de la guerra civil en Rusia, que consistía en recurrir al capitalismo para fortalecer la economía nacional. La idea, en el caso de Mussolini era usar a los capitalistas industriales para implantar en conjunto con el gobierno el corporativismo nacionalista y totalitario. Esta paradoja es explicable ya que el corporativismo, el proyecto político del fascismo, haría que todos los sectores de la sociedad deban obligatoriamente integrarse y trabajar unificadamente al mando del gobierno, por lo que esta corporación incluiría aspectos considerados normalmente «capitalistas» y «socialistas». Angelo Tasca, en su libro Los orígenes del fascismo, recoge unas declaraciones de Mussolini poco antes de tomar el poder: «basta de Estado trabajando a expensas de todos los contribuyentes y agotando las finanzas de Italia. Que no se diga que el Estado se empequeñece recortado de esta forma. No, sigue siendo muy grande, ya que le queda todo el vasto campo del espíritu, mientras renuncia a todo el campo de la materia». Mussolini ve todos los servicios públicos devueltos a la industria privada, el tendero se siente descargado de impuestos y liberado de la tutela del Estado. En tanto Hitler en Mi lucha, referido a empresarios y obreros dice: «la alta medida de libertad personal de acción que ha de serles conferida hay que explicarla por el hecho de que, de acuerdo con la experiencia, la capacidad de rendimiento del individuo se ve más ampliamente robustecida manteniendo la libertad económica que con coacciones desde arriba, y es además conveniente evitar cualquier traba al proceso natural de selección que ha de promover a los más capaces, más aptos y más industriosos». Hitler se oponía firmemente de modo similar; la intervención del Estado en la economía es un instrumento peligroso, porque toda economía planificada se desliza con demasiada facilidad hacia la burocratización, con la consiguiente asfixia de la eternamente creativa iniciativa privada individual.
Una corriente de autores sostiene que el fascismo deriva del «socialismo clásico», aunque pronto evolucionó en un formidable enemigo del bolchevismo y de los socialismos marxista y socialdemócrata. Caracterizado por agregar elementos nacionalistas exacerbados contraponiéndose a la lucha de clases mediante un fuerte antimarxismo, aunque adoptando una tesis que compartiría con el leninismo, la «lucha de naciones», concepto adaptado posteriormente por las ideologías nacionalistas del Tercer Mundo y por la teoría del centro-periferia. Según el economista liberal austriaco Ludwig von Mises la raíz del fascismo, en sus diferentes vertientes, se encuentra en las ideas colectivistas del socialismo y más propiamente como una escisión patriótica del marxismo, que comparte las tesis del rechazo al mercado libre, la sociedad burguesa, el gobierno limitado y la propiedad privada y en la exaltación de un sector de la sociedad como el elegido por «la historia» para dirigir las vidas del resto de la sociedad que por «razones históricas» está permitido de vulnerar el principio de igualdad ante la ley al reclamar «derechos especiales» sobre los demás (ej. clasismo, racismo, sexismo, etc.). El fascismo apenas variaría, en la práctica, sobre qué grupo y cómo se debería administrar la propiedad expoliada a los individuos. Llegó a afirmar en 1927, no obstante, que no podía negarse «que el fascismo y todas las aspiraciones dictatoriales similares están colmadas de las mejores intenciones y que su intervención ha salvado la civilidad europea por el momento. El mérito que el fascismo se ha ganado con ello continuará viviendo para siempre en la historia», aunque inmediatamente afirmaba que «el fascismo fue un recurso de emergencia del momento; verlo como algo más sería un error fatal».
Por otra parte, según Eric Hobsbawn, posibles ventajas que los regímenes fascistas le proporcionaban a algunas élites empresariales habrían sido: eliminaba la posibilidad de revolución social de tipo marxista, suprimía los sindicatos obreros y mantenía otras restricciones en las relaciones capital-trabajo, legitimando el principio de liderazgo en la empresa; al suprimir la libre competencia permitía crear cárteles oligopólicos de empresas favorecidas con millonarios contratos estatales o subsidiadas por el gobierno como «incentivos» a la producción nacional. Además, de su indudable éxito en respuesta a la Gran Depresión, al menos en el corto plazo.
La sensación de estabilidad era muy marcada: Mussolini había conseguido que los trenes funcionaran con puntualidad (tras el famoso incidente de uno de sus primeros viajes como Duce, en el que supuestamente mandó a fusilar a un maquinista). El que esa sensación de estabilidad corresponda o no con una real eficacia es secundario, y de hecho parece que la puntualidad ferroviaria (y quizá también el incidente del maquinista) era más bien un mito.

#### Origen de sus líderes
Lo mismo puede decirse del origen personal de algunos de sus miembros, empezando por el propio Mussolini, que antes del término de la Primera Guerra Mundial, era un importante ideólogo obrerista y militante socialista. El origen social de los líderes fascistas en distintas partes de Europa fue muy diferente: a veces aristocrático (Starhemberg, Mosley, Ciano), a veces proletario (Jacques Doriot y el PPF francés); muchas veces militares (Franco, Pétain, Vidkun Quisling, Szálasi, Metaxas), o juristas (José Antonio Primo de Rivera, Ante Pavelić, Oliveira Salazar). Los casos más destacados, los propios Hitler y Mussolini, eran fuertes personalidades de oscuro origen, desclasados e inadaptados, pero de irresistible ascensión. Sus militantes salían de entre los estudiantes (muy abundantes en la Guardia de Hierro rumana o el rexismo belga), de los pequeños propietarios campesinos, de los desempleados urbanos y, sobre todo, de la temerosa pequeña burguesía empobrecida o amenazada por la crisis y atemorizada por el avance del comunismo y el desorden público. Las capas medias y medias bajas fueron la espina dorsal del fascismo.

### Agrarismo, natalismo y virilidad
El agrarismo es propio de los movimientos fascistas, tanto en la retórica como en ciertos programas económicos y sociales; la identificación con la tierra y los valores campesinos frente a la decadencia y corrupción que se denuncian en las masas urbanas desarraigadas, lo que a veces se veía como una tensión entre modernidad y tradición (véase la expresión del agrarismo en carlismo en España).
Una constante es la colonización planificada de zonas improductivas (desecación de pantanos en Italia, Plan Badajoz en España). Incluso en la industrializada Alemania, Hitler planteó la expansión del espacio vital (Lebensraum) hacia el este como un proyecto esencialmente de colonización agraria que lograría la germanización de extensos territorios en la Europa oriental poblada por la raza inferior de los eslavos (recuperando la Drang nach Osten medieval).
Los valores familiares tradicionales eran fomentados, insistiendo en la necesidad de mantener altas tasas de natalidad y fecundidad. Las familias numerosas eran premiadas, siguiendo una política natalista, retóricamente conectada con la virilidad agresiva del expansionismo militar. El papel laboral de la mujer, que había sido imprescindible en la Primera Guerra Mundial, había fomentado un precoz feminismo que estaba consiguiendo en muchos países la principal reivindicación sufragista: el sufragio femenino. La imagen del ejército de parados que no encuentran trabajo mientras que algunas mujeres sí era explotado como un factor de resentimiento social contra las opiniones progresistas. El encuadramiento social impulsado por los regímenes fascistas ponía a cada sexo en lo que se entendía que era su sitio: la mujer dedicada al hogar y a la crianza de la mayor cantidad posible de hijos, y el hombre al trabajo y a la guerra, y no consentía lo que se definía como desviación homosexual (alguna duda en ese sentido, como las presuntas orgías internas de las SA, fueron una de las excusas utilizadas en su descabezamiento —Noche de los cuchillos largos—). El lenguaje simbólico fascista es sexualmente explícito: se le ha definido como un anti-eros que combate contra el propio cuerpo y contra todo lo que represente disfrute y placer, en una compulsión física que asocia masculinidad con dureza, destrucción y auto-negación.
La mejora de la raza no solo implicaba la pureza racial evitando el mestizaje, sino que también debía ser interna a esta, incluyendo la eugenesia (en el caso de Alemania también la eutanasia) aplicada a los discapacitados intelectuales y otros discapacitados, en un movimiento que no era originario de los países con régimen nazi o fascista, sino del ámbito cultural anglosajón, y que se popularizó en muchos otros (Suecia, Australia o los Estados Unidos).

### Raza, etnia e identidad

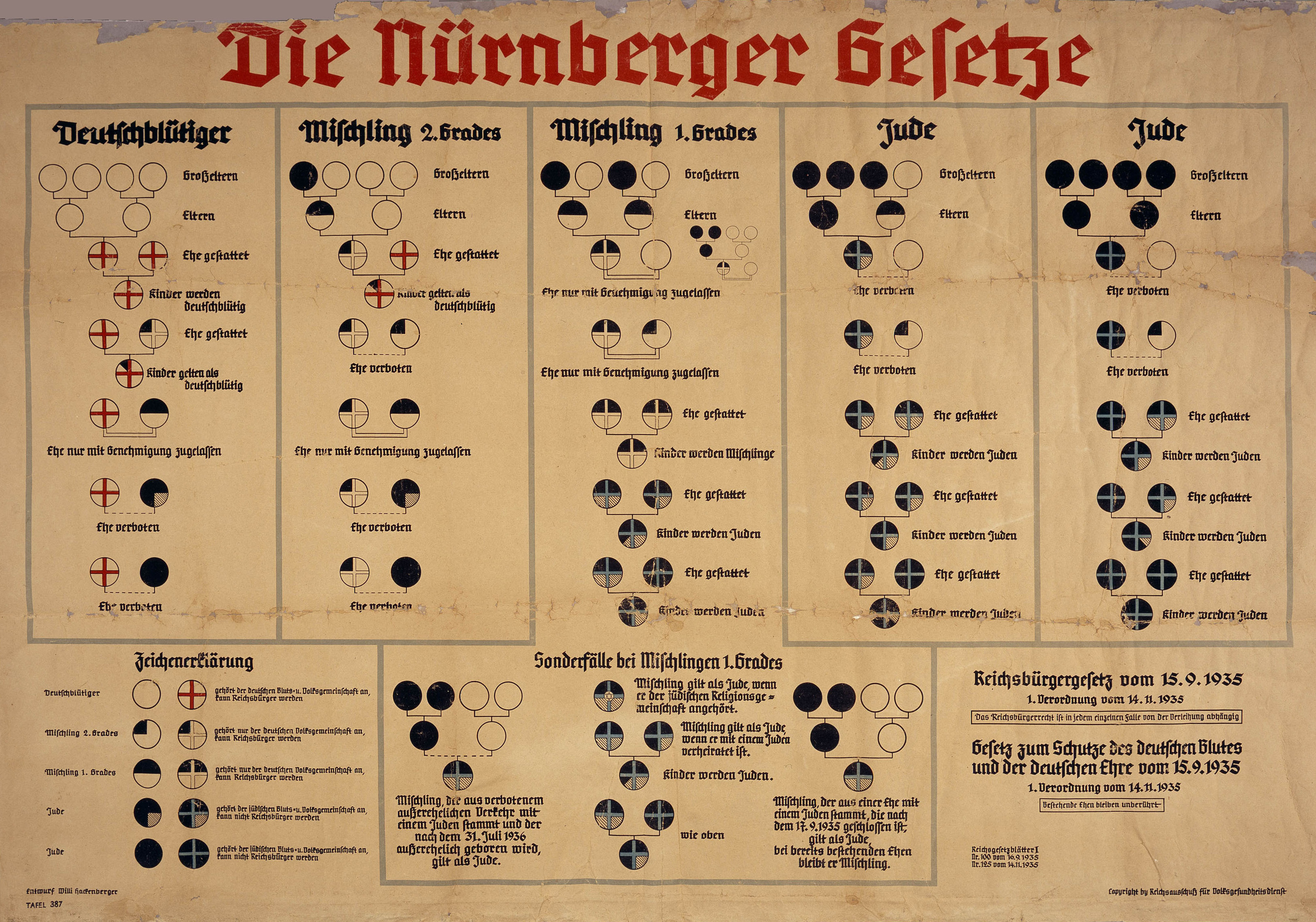
Gráfico explicando las Leyes de Núremberg del 15 de septiembre de 1935 y la regulación respectiva del 14 de noviembre de ese mismo año, con los criterios de «limpieza de sangre».

El fascismo tuvo una base racial en Alemania, aunque no en Italia (al menos inicialmente, hasta 1938); los nazis construyeron una amalgama ideológica de gran eficacia movilizadora a partir de fuentes mitológicas y literarias y supersticiones de carácter romántico, así como de los textos clásicos dedicados a consagrar la desigualdad de las razas y de publicaciones y panfletos de carácter ocultista; destacando dos elementos: el mito de la raza aria superior de origen nórdico (que mezcla la hipótesis filológica de la existencia de un pueblo indoeuropeo original con la pseudocientífica teoría nórdica, sustentada por algunos autores como Houston Stewart Chamberlain) y el antisemitismo (que se había reavivado desde la divulgación de los Protocolos de los Sabios de Sion, falsificados para la justificación de los pogromos de la Rusia zarista). El antisemitismo estaba presente en muchos países de Europa central y oriental desde la Edad Media, y fue uno de los elementos que se utilizaron en los mismos para el surgimiento endógeno de movimientos fascistas. A ello se sumó la ocupación nazi y los gobiernos colaboracionistas impuestos, que explotaron a conciencia ese sentimiento para su propia conveniencia. El resultado fue que en muchas ocasiones los verdugos de las SS eran superados en crueldad por soldados de países aliados, a los que tenían que contener (por ejemplo en Rumanía), o se producían matanzas espontáneas de judíos a cargo de la población local, como la llamada matanza de Jedwabne en Polonia.
El racismo entendido en su expresión puramente biológica, es decir, la intelectualización de la supremacía racial, no está presente en todos los movimientos fascistas, además de estar presente en otros contextos cuya relación con el fascismo es más controvertida, como el supremacismo blanco en Estados Unidos o el apartheid en Sudáfrica. Lo que sí aparece como una constante del fascismo, y para muchos autores lo caracteriza de racismo, es la concepción de la etnia como elemento identitario. Esa identidad étnica puede expresarse de otras formas, como las que atienden al origen geográfico (caso de la xenofobia de los movimientos neofascistas o neonazis que se oponen a la inmigración en muchos países europeos desde finales del siglo XX), la religión (fundamental para el fascismo francés, belga, croata o español, y más adelante en el conflicto de Irlanda del Norte o los casos de limpieza étnica que se han dado en las Guerras yugoslavas) o el idioma.

Miedo a la diferencia. El primer llamamiento de un movimiento fascista, o prematuramente fascista, es contra los intrusos. El Fascismo es, pues, racista por definición.
Umberto Eco

En Italia se dio a partir de 1924 un fuerte proceso que se denominó italianización fascista que pretendía homogeneizar toda diferencia idiomática y cultural, acabando con cualquier minoría por asimilación o absorción (en vez de por exterminio como ocurrió en el Holocausto nazi).
En el caso español existió una expresión ideológica hispanista —que no debe confundirse con el hispanismo de los estudiosos extranjeros de la lengua y cultura española—, que en algunas ocasiones se ha definido como panhispanismo, y que no puede definirse como un racismo sensu stricto, aunque sí una hipervaloración de las características étnicas, religiosas, culturales e idiomáticas identificadas con lo español, sobre todo en relación con su expansión por América. Fue mantenida particularmente por las élites sociales de varios países hispanoamericanos, destacadamente en Argentina, y se expresó en el concepto de Hispanidad (vocablo en desuso a principios del siglo XX pero recuperado por el sacerdote vasco emigrado a Argentina Zacarías de Vizcarra —La Hispanidad y su verbo, 1926— y divulgado por Ramiro de Maeztu —Defensa de la Hispanidad, 1934—). Se llegó a instituir el 12 de octubre como fiesta del Día de la Hispanidad, que ya venía celebrándose con el inequívoco nombre de Día de la Raza desde 1915 (a iniciativa de Faustino Rodríguez-San Pedro) y que se extendió por Hispanoamérica. Las ideas o más bien tópicos de Raza, Hispanidad e Imperio eran indistinguibles en la retórica de la Falange Española que heredó el franquismo, y el propio Franco escribió el guion de la película Raza (1941), cuyos elementos ideológicos más incómodos —por su evidente identificación con los fascismos derrotados en 1945— se autocensuraron en posteriores montajes. Otro elemento fue aun más étnicamente excluyente: el de antiespaña, que definía como antiespañol a todos los elementos que se consideraban nocivos y que degeneraban la raza (rojos, masones y separatistas). Hubo incluso un programa pseudocientífico, a cargo del coronel-psiquiatra Antonio Vallejo-Nájera, que pretendía identificar y suprimir el gen rojo, con participación de miembros de la Gestapo en el bando sublevado durante la Guerra Civil. El nuevo clima intelectual y político posterior a la derrota del Eje hizo abandonar discretamente estas posturas, por otras que insistían en la retórica de la misión evangelizadora y el mestizaje como rasgos de «lo español».

### Totalitarismo, estatización y liderazgo

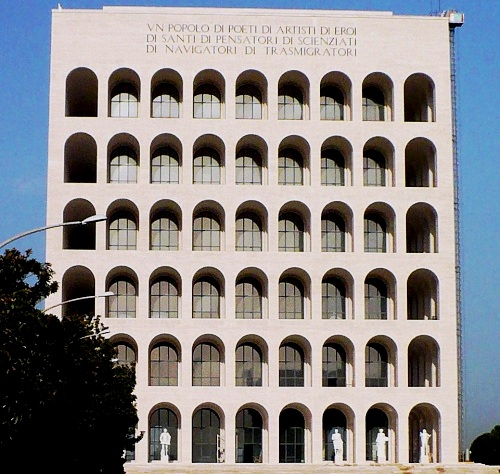
EUR (Q.XXXII o barrio 32 de Roma), diseñado para acoger la Exposición Universal de Roma prevista para 1942 cuyas siglas lleva. No llegó a celebrarse por causa de la guerra, pero el EUR sigue acogiendo numerosos edificios de un estilo que puede identificarse como racionalismo italiano, y restos de iconografía e inscripciones fascistas, entre las que destaca el Palazzo della civiltà del Lavoro, conocido como Colosseo quadrato ('Coliseo cuadrado'), construido entre 1938 y 1942.

El fascismo es un movimiento totalitario en la medida en que aspira a intervenir en la totalidad de los aspectos de la vida del individuo. Hannah Arendt entendía que la masificación de la sociedad contemporánea llevaba al individuo a la soledad, el terreno propio del terror, la esencia del gobierno totalitario. El fascismo se legitima afirmando la dependencia del individuo respecto al Estado, liberándole de esa manera de su miedo a la libertad (expresión de Erich Fromm). Su individualidad no tiene sentido, porque la realización de una persona solo se entiende dentro de los vínculos sociales de los que el Estado es la culminación. Cualquier forma de acción individual o colectiva ajena a los fines del Estado es rechazada. No existen derechos individuales ni colectivos.

Todo en el Estado, nada contra el Estado, nada fuera del Estado.
Mussolini

El encuadramiento social se efectúa con todos los medios de la propaganda, con adopción de uniformes y lenguaje militar y uso masivo de los símbolos y lemas patrióticos y adoctrinantes. Las grandes concentraciones y movilizaciones colectivas de todo tipo buscan formar la conciencia unitaria, llegando a extremos curiosos (como el día de comer patatas que se instauró en Alemania).[cita requerida]
El fascismo desdeña las instituciones del Estado republicano y sustituye el voto como expresión de la voluntad popular por las expresiones masivas de apoyo al líder. La identificación de pueblo y estado se hace en un todo orgánico, el de un organismo cuasi-biológico y autónomo cuyos miembros han de responder a las órdenes de la mente directora. Esta identificación también está presente en la ideología del integralismo, iniciada en Portugal y desarrollada en Brasil. El adjetivo orgánico se utilizará profusamente en las últimas etapas del franquismo (definido como una democracia orgánica). Hitler utilizaba el plebiscito como arma en las relaciones internacionales: sus grandes decisiones son apoyadas por plebiscitos de apoyo masivo utilizados como amenaza: el líder fascista se presenta como portavoz de la nación unificada que habla con una sola voz. Esto refuerza otro de sus elementos principales: el «liderazgo carismático». El líder es casi divino y su liderazgo no es racional: Führer, Duce, Poglavnic, Caudillo, etc. Mussolini opuso a los principios de la Revolución francesa de «libertad, igualdad y fraternidad» la consigna: «creer, obedecer y combatir».

### Imperialismo, militarismo y violencia

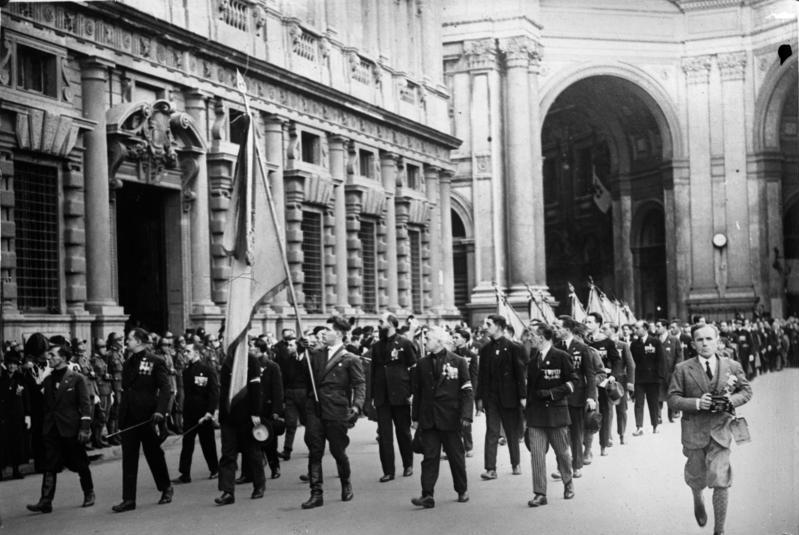
Desfile fascista en Milán (1926)

Otro de los rasgos clásicos del fascismo es el imperialismo, entendido como una política exterior expansiva y agresiva, que proporciona una útil identificación de intereses en el interior, volcando las energías hacia un enemigo común evitando la expresión de los conflictos internos.
Generalmente se apoya en reivindicaciones irredentistas, concretas o genéricas, próximas en el tiempo o lejanas, tomadas de mitos del pasado, lo que refuerza su carácter romántico, más de religión que de ideología. Su relación con la realidad histórica es contradictoria, buscándose la intemporalidad.
En el integralismo y el falangismo se sublima el futuro utópico, a crear por el Estado Novo (Estado Nuevo, en Portugal o Brasil) donde el hombre nuevo, portador de valores eternos, tendrá su expresión en la unidad de destino en lo universal. En el nazismo y el fascismo italiano se insiste en recuperar el esplendor de un pasado mítico, y también las denominaciones de sus regímenes aluden a eso (el III Reich, la Terza Roma, la Tercera Civilización Helénica). El expansionismo hacia el exterior es considerado como una necesidad vital, casi orgánica: el lebensraum o espacio vital hacia el Este para Alemania, o el Imperio mediterráneo para Italia. Franco diseñó unas Reivindicaciones españolas, que exhibió ante Hitler en su famosa entrevista de Hendaya del año 1941.

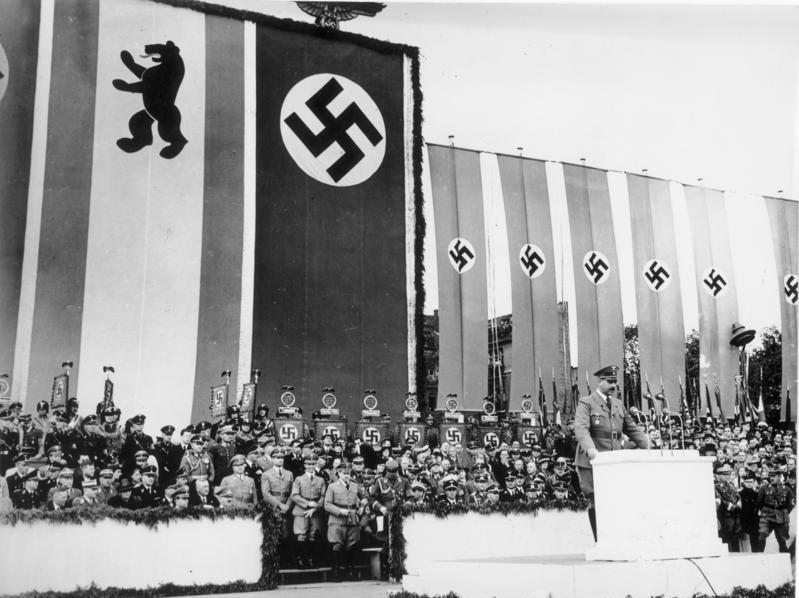
Mitin nazi en Berlín (1938)

Las relaciones internacionales, basadas en la renuncia a la guerra, que se querían construir desde la Sociedad de Naciones, eran despreciadas; al igual que el pacifismo, considerado débil y decadente. El fascismo solo concibe un estado de naturaleza hobbesiano con la imposición y expansión del más fuerte.
La vinculación de las dictaduras y los regímenes militares con el fascismo es un asunto controvertido, pues todo régimen impuesto por la fuerza suele ser acusado de fascismo, fundamentalmente a efectos polémicos, igual que se les califica de tiranías. Aunque no todo gobierno militar es fascista, ni los fascismos alcanzaron siempre el poder de manera violenta, sí que se caracterizaron por sus actividades violentas antes y después de su toma del poder, y por su desprecio explícito por la legalidad institucional. La violencia tiene un valor positivo para el movimiento fascista: es una fuerza de cambio, al igual que la juventud, que también es exaltada. Se utilizaban todo tipo actividades intimidatorias: desde las purgas con aceite de ricino (habituales en los fasci di combattimento antes de la marcha sobre Roma), los destrozos de mobiliario o tiendas (noche de los cristales rotos contra los judíos alemanes) o las palizas; hasta el asesinato de los adversarios políticos o de los objetivos considerados enemigos sociales. Se aplicaba extensivamente la expresión de José Antonio Primo de Rivera la dialéctica de los puños y de las pistolas. Los agentes ejecutores podían ser los aparatos del Estado, pero más frecuentemente fueron grupos juveniles organizados de forma paramilitar.
Una vez generalizada, y demostrada la impunidad de quienes la ejercen, la represión política opera como un mecanismo por el cual no solamente el que la recibe directamente pierde la libertad: sino que la sociedad entera —al reprimirse cada uno de sus miembros a sí mismo, temeroso de sufrir el mismo castigo— pierde la libertad para todos.

### Posición en el espectro político
La mayoría de los académicos colocan al fascismo en la extrema derecha del espectro político. Esta clasificación se basa en su conservadurismo social y en sus medios autoritarios de oposición al igualitarismo. Roderick Stackelberg coloca al fascismo, incluido el nazismo al que considera «una variante radical del fascismo», dentro de la derecha política al explicar que: «cuanto más una persona considere que la igualdad absoluta entre todas las personas es una condición deseable, más a la izquierda estará en el espectro ideológico. Cuanto más una persona considere la desigualdad como inevitable o deseable, más hacia la derecha estará».
Los orígenes del fascismo, sin embargo, son complejos e incluyen muchos puntos de vista aparentemente contradictorios, en última instancia centrados en el mito del «renacimiento nacional». El fascismo fue fundado durante la Primera Guerra Mundial por italianos ultranacionalistas que recurrieron tanto a las tácticas organizativas de la izquierda política como a puntos de vista propios de la derecha política. El fascismo italiano gravitó hacia la derecha a principios de la década de 1920. Un elemento importante de la ideología fascista por la que se la ha considerado de extrema derecha es su objetivo declarado de promover el derecho de un pueblo supuestamente superior a dominar, mientras purga a la sociedad de elementos supuestamente «inferiores».
Ya en la década de 1920 los fascistas italianos describieron su ideología como derechista en su programa político la doctrina del fascismo, al afirmar: «somos libres de creer que este es el siglo de la autoridad, un siglo tendiente a la 'derecha', un siglo fascista». 
Mussolini afirmó que la posición del fascismo en el espectro político no era un problema serio para los fascistas: «el fascismo, situado a la derecha, también podría haberse situado en el centro. Estas palabras, en cualquier caso, no tienen un significado inmutable: son un sujeto variable a la ubicación, el tiempo y el espíritu. Nos importan un comino estas terminologías vacías y despreciamos a los que están aterrorizados por estas palabras».
Los principales sectores italianos políticamente de derechas, especialmente los terratenientes y los grandes empresarios, temían un levantamiento de sectores de izquierdas como los jornaleros y los sindicatos de clase. Por ello, tanto la clase alta como la burguesía rural e incluso una parte de la clase media urbana dieron la bienvenida al fascismo y sus violentas acciones represivas contra las organizaciones de izquierda, especialmente agresivas contra sindicatos socialistas, sus periódicos, cooperativas y representantes electos. La adaptación de la derecha política en el movimiento fascista italiano a principios de la década de 1920 creó facciones internas dentro del movimiento. El «ala izquierda» del movimiento incluyó a Michele Bianchi, Giuseppe Bottai, Angelo Oliviero Olivetti, Sergio Panunzio y Edmondo Rossoni, quienes se comprometieron a avanzar en el sindicalismo nacional como reemplazo del liberalismo parlamentario para modernizar la economía y promover los intereses de los trabajadores y la gente común. La «derecha fascista» incluía miembros de la rama paramilitar de los camisas negras y exmiembros de la Asociación Nacionalista Italiana (ANI). Los camisas negras querían establecer el fascismo como una dictadura completa, mientras que los exmiembros de la ANI, incluido Alfredo Rocco, intentaron instituir un estado corporativo autoritario para reemplazar al estado liberal en Italia, pero conservando a las élites existentes. Al adaptarse a la derecha política tradicional, surgió un grupo de fascistas monárquicos que buscaban utilizar el fascismo para crear una monarquía absoluta bajo el rey Víctor Manuel III de Italia.
Después de que el rey Víctor Manuel III obligase a Mussolini a renunciar como jefe de Gobierno y ordenase su detención en 1943, Mussolini fue rescatado por las fuerzas alemanas. Sin dejar de depender de Alemania para su apoyo, Mussolini y los restantes fascistas leales fundaron la República Social Italiana con Mussolini como jefe de Estado. Mussolini buscó volver a radicalizar el fascismo italiano, declarando que el estado fascista había sido derrocado porque el fascismo italiano había sido subvertido por los conservadores italianos y la burguesía. Más tarde el nuevo gobierno fascista propuso la creación de consejos de trabajadores y su participación en los beneficios de la industria, aunque las autoridades alemanas, que controlaban efectivamente el norte de Italia en aquel momento, ignoraron estas medidas y no trataron de hacerlas cumplir.
Varios movimientos fascistas posteriores a la Segunda Guerra Mundial se describieron a sí mismos como de «tercera posición», situándose fuera del espectro político tradicional. El líder español de Falange Española de las JONS, José Antonio Primo de Rivera dijo: «básicamente la derecha representa el mantenimiento de una estructura económica, aunque injusta, mientras que la izquierda representa el intento de subvertir esa estructura económica, aunque su subversión implique la destrucción de mucho de lo que valía la pena».

## Relación con el cristianismo

### Iglesia católica

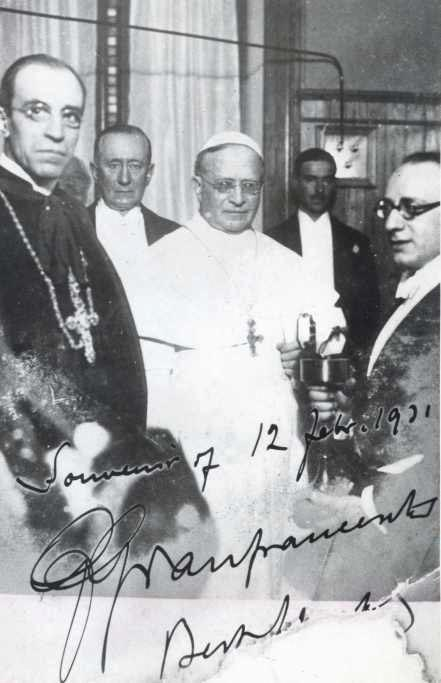
Pío XI y el entonces cardenal Pacelli (futuro Pío XII) inauguran Radio Vaticano en 1931.

Es muy controvertido el papel de la Iglesia católica al respecto. La intervención de los católicos en política había dado origen a partidos confesionales católicos como el Zentrum (Partido del Centro o Centro Católico de Heinrich Brüning en Alemania, con especial presencia en Baviera, donde tuvo una escisión, el Bayerische Volkspartei (Partido Popular de Baviera), y el Partito Popolare Italiano (Partido Popular Italiano de Don Sturzo y Alcide De Gasperi); ambos reprimidos por nazis y fascistas respectivamente. En Italia, el Vaticano promovió la sustitución de la militancia en el prohibido Partito Popolare por la de Acción Católica, cuya finalidad política era más discreta. Más adelante, el deseo de Mussolini de prohibir esta fue frustrado por la encíclica papal Non abbiamo bisogno (No tenemos necesidad).
El mismo papa, Pío XI, que había condenado el agnosticismo de Maurras (1926), e incluso excomulgado a los miembros de Action Française (1927), tuvo no obstante una relación pública con Mussolini que podía verse como ambigua. Los Pactos de Letrán, la calificación de hombre enviado a nosotros por la Providencia o la petición de voto a los fascistas en las elecciones de 1929 pueden considerarse como iniciativas de buena voluntad con el régimen de Mussolini, llegando a una relación más estrecha tras el acuerdo sobre Acción Católica de 1931 o la concesión de la Orden de la Espuela de Oro al dictador el año siguiente. Sin embargo, también hubo enfrentamientos a causa de la amenaza de prohibición de Acción Católica y la Juventud Católica, que llevaron a la redacción en 1931 de la encíclica Non abbiamo bisogno donde se condenaba la adoración del estado y la inculcación de ideas de odio, violencia e irreverencia. Se ha encontrado también un apunte suyo en un diario secreto describiendo su oposición íntima a nazismo y fascismo.
Pío XII siempre se ha visto como un personaje más tibio, menos expansivo y más contemporizador. Especialmente sus relaciones con Alemania (que conocía bien por haber sido allí nuncio apostólico) se han llegado a calificar de complicidad, especialmente por no condenar de modo claro en un primer momento el régimen nazi. No obstante, la encíclica Mit brennender Sorge (Con viva preocupación, de 14 de marzo de 1937), que redactó para Pío XI siendo aún solamente el cardenal Pacelli, y que se leyó en las 11 000 iglesias católicas alemanas, contiene una alusión velada al régimen nazi, denunciando las violaciones del Concordato Imperial. Las posturas ideológicas del nazismo respecto al estado y la raza son equiparados con la idolatría:

Quien (…) identifica a Dios con el universo, materializando a Dios en el mundo o deificando al mundo en Dios, no pertenece a los verdaderos creyentes. (…)

Ni tampoco lo es quien, siguiendo una pretendida concepción precristiana del antiguo germanismo, pone en lugar del Dios personal el hado sombrío e impersonal (…).

Si la raza o el pueblo, si el Estado o una forma determinada del mismo, (…) elevándolos a suprema norma de todo, aun de los valores religiosos, y, divinizándolos con culto idolátrico, pervierte y falsifica el orden creado e impuesto por Dios, está lejos de la verdadera fe y de una concepción de la vida conforme a esta.

La lectura de la encíclica en la Pascua de 1937 causó una gran impresión en Alemania, donde el régimen nazi intentó censurarla en la prensa, requisó las copias de las diócesis y cerró las publicaciones diocesanas y cuantos medios publicaron la encíclica. Como venganza, la represión contra la Iglesia aumentó, con campañas de desprestigio y detenciones mediáticas de monjes acusados de homosexualidad y corrupción.
La identificación de la Iglesia católica española, que había sido sometida a una violentísima persecución religiosa, y el régimen franquista fue explícita (Carta colectiva de los obispos españoles, Concordato español de 1953), llegándose a acuñar el término nacionalcatolicismo para definir uno de sus rasgos ideológicos y una de las principales familias del régimen. También se levantó la excomunión a Action Française (1939). Entretanto, importantes intelectuales franceses católicos anteriormente cercanos a ese movimiento, como Georges Bernanos y Jacques Maritain, se habían distanciado de él y pasaron a oponerse al fascismo.
La postura del Vaticano en la Segunda Guerra Mundial comenzó por una débil condena de la invasión de Polonia (país fuertemente católico) que los aliados consideraron demasiado cautelosa. El mantenimiento de una postura neutral y los intentos de mediación fueron interpretados como un apoyo oculto a Alemania, al marginar en ellos a Estados Unidos y la Unión Soviética. De hecho, desde el Vaticano se atribuye a la propaganda soviética el mantenimiento de esta acusación. También ha causado algunos problemas con las relaciones entre el Vaticano y el estado de Israel.
Tras la derrota de las potencias del Eje en la Segunda Guerra Mundial, muchos criminales de guerra huyeron a Suiza y a Argentina con la ayuda de religiosos católicos (algunos con pasaportes del Vaticano y disfrazados de sacerdotes). Como también la iglesia católica ayudó a judíos, y personas de todas las nacionalidades recibieron salvoconductos, se especula con que el Vaticano tuviese algún conocimiento respecto a la situación de las minorías religiosas y étnicas dentro de Alemania e Italia antes del final de la guerra, a diferencia de otros gobiernos aliados. Tal situación se ha considerado en algunos casos como ejemplo de una actitud de la Iglesia comprometida con los perseguidos; en otros casos se ha criticado que, teniendo noticia de las atrocidades que se cometían, no condenase expresamente los regímenes nazi y fascista durante la guerra. También se ha investigado la relación de monasterios y otras instituciones católicas con el trabajo esclavo al que se sometió a distintos colectivos.
En 1998 el papa Juan Pablo II realizó una autocrítica de la postura del Vaticano ante el Holocausto, pidiendo perdón; aunque defendió a Pío XII, cuyo proceso de beatificación inició al mismo tiempo.

### Iglesias protestantes
La actitud de los cristianos bajo el nacionalsocialismo, tanto los católicos como los protestantes, fue particularmente delicada. Entre los pastores luteranos hubo muchas adhesiones —3000 de entre 17 000— a los pronazis Deutsche Christen (Cristianos Alemanes, 1932) y la Deutsche Evangelische Kirche (Iglesia Evangélica Alemana, 1933) dirigida por el obispo Ludwig Müller; y otros muchos practicaron un distanciamiento prudente. Se intentaba conseguir una positives Christentum (cristiandad positiva) que purgase el Cristianismo de influencias judías. Se promulgó la aplicación a los clérigos y sus esposas de la legislación de pureza racial aria.
Otros mantuvieron una postura crítica (Dietrich Bonhoeffer fue encarcelado por su oposición y más tarde ejecutado por considerarle relacionado con el atentado contra Hitler de 1944), especialmente el movimiento conocido como la bekennende Kirche (Iglesia comprometida), que en 1934 organizó un sínodo con las principales iglesias protestantes del que salió la Declaración de Barmen, documento donde rechazaba la subordinación de las iglesias al estado y su doctrina. Es famosa la respuesta de uno de sus miembros, Martin Niemöller, a la pregunta de cómo pudieron consentir la ascensión del nazismo:

Primero vinieron por los comunistas, pero como yo no era comunista no levanté la voz. Luego vinieron por los socialistas y los sindicalistas, pero como yo no era ninguna de las dos cosas, tampoco alcé la voz. Después vinieron por los judíos, y como yo no soy judío, tampoco levanté la voz. Y cuando vinieron por mí, ya no quedaba nadie que alzara la voz para defenderme.

## El fascismo italiano

El fasces romano era el emblema del Partito Nazionale Fascista. En este emblema, sobre la bandera y con las siglas.

A finales del siglo XIX existían en Italia algunas organizaciones denominadas fascio (traducible por haz, significando la fuerza de la unión), de la que la más importante era el Fasci Siciliani (fascio siciliano, 1895-1896). No eran muestra de una ideología uniforme, aunque predominaban los componentes nacionalistas y revolucionarios. Surgiendo del movimiento obrero, dividido al comienzo de la Primera Guerra Mundial entre el internacionalismo pacifista y el nacionalismo irredentista, se crearon el 1 de octubre de 1914 los Fasci d'Azione rivoluzionaria internazionalista en reivindicación de la entrada de Italia en el conflicto en contra de los Imperios Centrales. Fusionado con el Fasci autonomi d'azione rivoluzionaria se redenominó como Fasci d'azione rivoluzionaria, ya dirigido por Benito Mussolini, y conocido como Fascio de Milán. El 24 de enero de 1915 se formó una organización nacional.

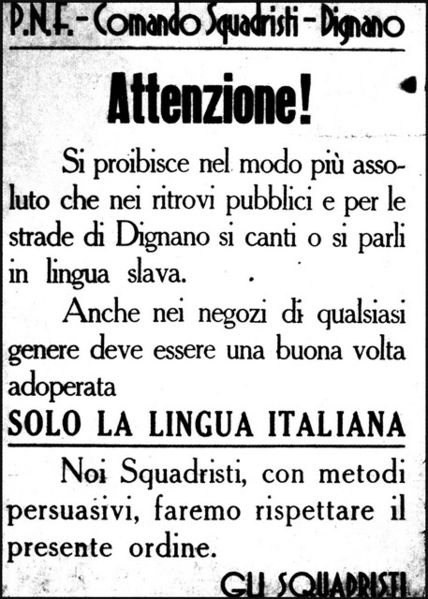
Cartel de los escuadristas fascistas en la localidad Istriana de Vodnjan (Dignano en italiano), ordenando emplear exclusivamente la lengua italiana en público, la prohibición de la lengua eslava tanto hablada como cantada, bajo la amenaza de los escuadristas de hacer respetar esta orden de prohibición «con métodos persuasivos».

En 1919, terminada la guerra, las expectativas territoriales quedaron frustradas por el Tratado de Saint-Germain-en-Laye (el equivalente para Austria del Tratado de Versalles). El poeta Gabrielle D'Annunzio llevó a cabo una aventura militar que acabó en la creación del Estado libre de Fiume y la redacción de una constitución que puede entenderse como precedente inmediato del fascismo. Entretanto, con un país empobrecido y un gobierno débil, Mussolini refundaba la organización de Milán con el nombre de Fasci italiani di combattimento (Fascios italianos de combate), que empezaron a destacar por su lucha callejera contra huelguistas, izquierdistas y otros enemigos políticos y sociales. El temor ante una revolución similar a la rusa de las clases medias y la alta burguesía italiana vio en los fascistas de Mussolini la mejor arma para desarticular los movimientos obreros organizados. Sus partidarios se fueron encuadrando de manera paramilitar como Camisas Negras. Entre sus dirigentes fundadores había intelectuales nacionalistas, ex-oficiales del ejército, miembros del cuerpo especial Arditi y jóvenes terratenientes que se oponían a los sindicatos de obreros y campesinos del entorno rural. El 7 de abril de 1921 se convertirían en partido político con el nombre de Partito Nazionale Fascista (Partido Nacional Fascista, PNF), caracterizado por su oposición a liberalismo y comunismo. Entre sus objetivos estaban derribar el sistema parlamentario italiano vigente, basado en la libre asociación política y en la celebración de elecciones libres, así como acabar con la separación y diálogo entre los poderes legislativo y ejecutivo; para ello, se persiguió centralizar el poder («totalizar») en torno a un gobierno fuerte que utilizase los instrumentos del Estado como herramienta para monopolizar este poder, gracias a la existencia de un partido único y a la eliminación de la oposición política.
En 1922, en la Marcha sobre Roma, Mussolini obligó al rey de Italia, Víctor Manuel III, a entregarle el poder, que detentó con el título de Duce (caudillo, que ya había usado D'Annunzio). Mussolini nombró como ministro de Finanzas a Alberto de Stefani (1922-1925), quien tenía una formación y reputación de economista ortodoxo. El ministro gozó del apoyo del Mussolini para implementar una política de laissez-faire. Se tomaron medidas como la reducción de los impuestos, incluidos los que recaían sobre las herencias, además de recortar el gasto fiscal, y se hace una apertura del comercio exterior, reduciendo los aranceles. Se llegó incluso a incinerar 320 millones de liras en el Ministerio de Finanzas, un gesto simbólico con la finalidad de demostrar la inquebrantable resolución del régimen de controlar la inflación, y se efectuaron privatizaciones, por ejemplo, en los servicios telefónicos, empresas aseguradoras y la imprenta del Estado. Se llevaron a cabo políticas clásicas de estabilización monetaria y el reingreso de la lira al patrón oro. Para Mussolini, la moneda era el símbolo de la fortaleza de la Nación; en 1925, con el apoyo del capital financiero internacional, Estados Unidos otorgó un préstamo de 50 millones de dólares, y se llevaron a cabo otras políticas, como la modificación de la emisión de moneda —que pasó a ser monopolio del Banco Central de Italia—, y la consolidación de la deuda a corto plazo se cambió por un perfil de mediano y largo plazo.
El asesinato el 11 de junio de 1924 de Giacomo Matteotti, diputado socialista y principal voz crítica en el Parlamento tras las elecciones del 6 de abril (ganadas con pocos escrúpulos por los fascistas, tras una previa alteración de la ley electoral —Ley Acerbo—), inauguró un periodo de gobierno totalmente ajeno a las instituciones parlamentarias, que no obstante continuaron funcionando formalmente, así como la figura del rey (que según sus propias palabras, quedó conforme con permanecer sordo y ciego). La responsabilidad fue cínicamente asumida por el propio Mussolini con una figura retórica que fue muy imitada posteriormente:

Se il fascismo è stato un'associazione a delinquere, io sono il capo di questa associazione a delinquere! (¡Si el fascismo ha sido una asociación para delinquir, yo soy el jefe de esa asociación para delinquir!)

Puede considerarse que el fascismo italiano es un sistema de gobierno centrado en el Estado, aunque no necesariamente llegaba hasta el punto de proponer la estatización de todas las empresas y de todo aspecto de la vida como el socialismo soviético:

El pueblo es el cuerpo del Estado, y el Estado es el espíritu del pueblo. En la doctrina fascista, el pueblo es el Estado y el Estado es el pueblo.

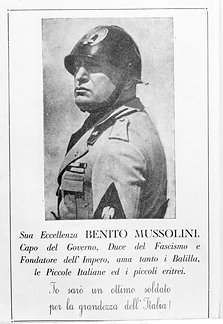
Mussolini se presenta como ottimo soldato ('óptimo soldado'), en un póster de propaganda destinado a los balillas, organización de encuadramiento de la infancia.

Todo en el Estado, nada contra el Estado, nada fuera del Estado.
Mussolini

En el bienio de 1925-1926 se publicaron una serie de normas, conocidas como «leyes fascistísimas»: fueron disueltos todos los partidos políticos y los sindicatos, se eliminó toda libertad de prensa, de reunión y de expresión, se restableció la pena de muerte para una serie de delitos de carácter puramente político y se creó un «Tribunal Especial» y comisiones investigadoras con amplios poderes, capaces de mandar al exilio interno a las personas desagradables al régimen con una simple medida administrativa.
En 1928 se prohibieron todos los partidos, excepto el PNF. La estructuración doctrinal, que no había sido considerada necesaria, también fue tardía. En 1927 se promulgó la Carta del Lavoro (adaptada en España como Fuero del Trabajo). En 1932 se publicó en la Enciclopedia Italiana el artículo Fascismo, atribuido al propio Mussolini aunque en realidad escrito por Giovanni Gentile. Editado separadamente como La Doctrina del Fascismo (La Dottrina del Fascismo), fue traducido a varios idiomas. En abril de 1940 (ya durante la Segunda Guerra Mundial) se pretendió destruir todos los ejemplares, como consecuencia del cambio de postura del Duce sobre algunos puntos del texto.
La política económica tampoco tuvo una orientación clara, entre un inicial respeto por el libre mercado y un claro dirigismo posterior. La política monetaria a veces solo obedecía al prestigio de mantener una lira fuerte. No obstante, siempre gozó del apoyo de la poderosa patronal Confindustria, con cuyo acuerdo, sobre todo a partir del Pacto Vidoni (2 de octubre de 1925), se establecieron los elementos principales del régimen corporativo, muy restrictivo para las actividades sindicales (ilegalización de los sindicatos libres, del derecho de huelga, encuadramiento obligatorio de los trabajadores en el movimiento fascista -1926-). La misma Confindustria llegó a estar dirigida por el destacado fascista Giuseppe Volpi en los últimos años del régimen (de 1934 a 1943).
Las dificultades económicas debidas a la Gran Depresión empujaron al régimen de Mussolini a la expansión exterior, con la invasión de Etiopía (1935) y la intervención en la guerra civil española, con ambiciones de resucitar un imperio Mediterráneo que tendría su continuación en la invasión de Albania (1939), ya en vísperas de la Segunda Guerra Mundial. El seguidismo frente a la Alemania nazi no podía ocultarse, e incluso se mimetizaron rasgos como el racismo (Manifesto della razza, Manifiesto de la raza, 14 de julio de 1938). La invasión de Sicilia y el sur de Italia por los aliados provocaron la destitución del Duce por el Gran Consejo Fascista (General Badoglio), aunque la intervención alemana le rescató por algunos meses en que se constituyó una efímera República de Saló en el norte. Su actividad legislativa, limitada a los últimos meses de la guerra, tuvo un planteamiento socioeconómico teórico que se ha denominado socialización fascista (Manifiesto o Carta de Verona de 14 de noviembre de 1943).

## Difusión del modelo en otros países
Esta era de las catástrofes conoció un claro retroceso del liberalismo político, que se aceleró notablemente cuando Adolf Hitler asumió el cargo de canciller de Alemania en 1933. Considerando el mundo en su conjunto, en 1920 había treinta y cinco o más gobiernos constitucionales y elegidos (según como se califique a algunas repúblicas latinoamericanas), en 1938, diecisiete, y en 1944, aproximadamente una docena. La tendencia mundial era clara.
…

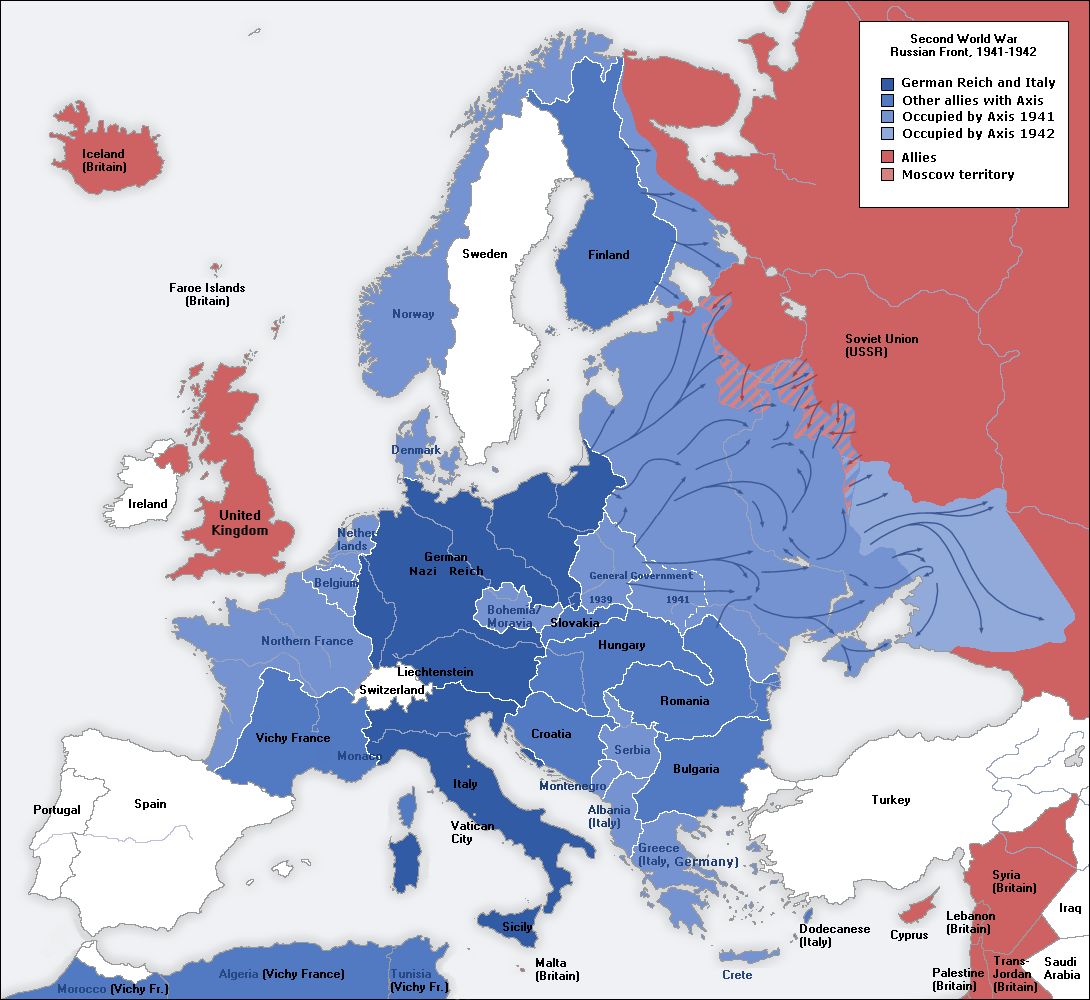
Europa en 1941-1942, con la mayor expansión de los regímenes fascistas. En azul, aparecen las potencias del Eje -Alemania e Italia- y los estados satélites, ocupados o aliados. Los únicos de éstos que tuvieron regímenes democráticos fueron Finlandia y Dinamarca. En blanco aparecen los países neutrales, que en la península ibérica eran regímenes fascistas.

no todas las fuerzas que derrocaron regímenes liberales eran fascistas… el fascismo, primero en su forma italiana original y luego en la versión alemana del nacionalsocialismo, inspiró a otras fuerzas antiliberales, las apoyó y dio a la derecha internacional una confianza histórica. En los años treinta parecía la fuerza del futuro.
Eric J. Hobsbawm La caída del liberalismo

La ideología y los regímenes fascistas tuvieron eco en casi todos los países europeos y latinoamericanos. Fuera de los países donde se originó en primer término el fascismo, se pueden encontrar elementos del fascismo fuera del período de entreguerras y en otros países, tanto antes como después. Para algunos estudiosos del fascismo, un precedente del fascismo fue la organización francesa Action Française (Acción Francesa, 1898), cuyo principal líder fue Charles Maurras: Action Française contaba con un ala juvenil violenta llamada los Camelots du Roi y se sustentaba en una ideología nacionalista, reaccionaria, fundamentalista cristiana (aunque Maurras era agnóstico) y antisemita; sin embargo algunos especialistas sostienen que los conservadurismos radicalizados como el de Action Française no deben identificarse necesariamente con el fascismo pues carecen de otros elementos esenciales al mismo como el rol omnipotente del Estado y el culto a la revolución social que continúa en la tradición de la Revolución Francesa en vez de negarla. Otros especialistas señalan que la fuente originaria del fascismo debe identificarse en el sindicalismo revolucionario del francés Georges Sorel que propugnaba un socialismo gremial con elementos míticos o mesiánicos. 
De una manera mucho más evidente surgieron a semejanza del Fascio italiano organizaciones caracterizadas por lo que puede denominarse liturgia o parafernalia fascista: los despliegues de masas, organizados y disciplinados, el saludo romano brazo en alto, los símbolos y lemas, la presencia callejera agresiva, la utilización de correajes paramilitares y uniformes, en particular las camisas de un determinado color: negras (Italia, SS en Alemania, Inglaterra, Finlandia) pardas (SA en Alemania), azules (España, Francia, Irlanda, Canadá, China), verdes (Rumanía, Hungría, Brasil) doradas (México) o plateadas (Estados Unidos).
No se produjo una homogeneidad total entre los distintos movimientos y regímenes fascistas, que de hecho insistían en enfatizar las peculiaridades nacionales, su originalidad y su raíz endógena. Por otro lado, ocurrió en algunas ocasiones que rivalizaron violentamente partidos de filiación nazi y fascista dentro del mismo país (caso de Austria). En cuanto a las relaciones internacionales, las vicisitudes del equilibrio europeo llevaron a un entendimiento estratégico entre Hitler y Mussolini, pero bien podía haber sucedido de otra manera, y de hecho así lo intentó explícitamente la diplomacia británica. En otros casos, se mantuvo una neutralidad benévola que no ocultaba las simpatías (España hacia el Eje, Portugal hacia Inglaterra), o el enfrentamiento abierto contra otro régimen fascista (caso de Grecia).
El que los movimientos fascistas alcanzaran el poder de manera endógena (es decir, sin imposición exterior) en unas naciones y en otras no, ha intentado ser explicado viendo las similitudes y diferencias entre ellas. Los diferentes grados de desarrollo económico y de consolidación del régimen dentro del sistema político son un buen indicador para ello: las democracias estables y económicamente más desarrolladas, con una identidad nacional consolidada, no tuvieron movimientos fascistas con posibilidades de éxito. En cambio, Alemania e Italia presentaban debilidades en esos aspectos: sus unificaciones nacionales eran muy recientes (1870), sus economías se habían industrializado tardíamente (respecto a la Europa Noroccidental). Italia seguía siendo un país relativamente atrasado. Alemania, aunque había presentado un desarrollo económico y social notablemente acelerado (para 1914, en vísperas de la Primera Guerra Mundial, se podía concebir que llegaría a superar a Inglaterra como potencia industrial, posibilidad que fue sin duda uno de los factores que explican la propia guerra), se vio sometida a unas condiciones especialmente duras por el Tratado de Versalles (Clemenceau, a pesar de las advertencias de economistas como Keynes insistió en que Alemania pagará), lo que produjo graves desórdenes económicos en todo el periodo de entreguerras, además de un profundo resentimiento. Aun así, el triunfo del nazismo hubo de esperar al peor momento de la Gran Depresión posterior al Jueves Negro de 1929.
La Europa meridional y oriental, con un desarrollo industrial menor, unas instituciones democráticas débiles y en muchos casos una existencia nacional reciente, fue mucho más proclive al desarrollo del fascismo, con características locales muy marcadas en cada caso, algunos triunfantes y otros no.
En cambio, durante la Segunda Guerra Mundial se impusieron en buena parte de Europa gobiernos denominados colaboracionistas que desarrollaron regímenes fascistas con mayor o menor grado de similitud al alemán o italiano.
Existieron algunos intentos (hacia 1942) de las potencias del Eje por organizar cuerpos militares con prisioneros provenientes de los países colonizados por los aliados, sobre todo de los países árabes, del subcontinente indio (Legion Freies Indien o Legión Tigre, creada por el independentista Subhas Chandra Bose) y del Asia Central soviética. Incluso hubo una división formada por musulmanes bosnios (1943). Los resultados de estas operaciones no fueron muy eficaces, sobre todo en el campo ideológico, aunque sí fueron explotadas propagandísticamente. En cuanto al acercamiento de algunas personalidades musulmanas, como el gran mufti de Jerusalén Amin al-Husayni o el primer ministro de Irak Rashid Ali al-Kaylani (que terminó con su huida y el pogrom antijudío de Bagdad —Farhud, junio de 1941—), se trataba de coincidencias estratégicas más que ideológicas; lo que también se suele aplicar a la mucho más importante alianza que suponía el Imperio japonés, con el que, no obstante, nazismo y fascismo tenían similitudes políticas mayores.

### Dictaduras calificadas de fascistas

##### Discusión sobre la calificación como fascista

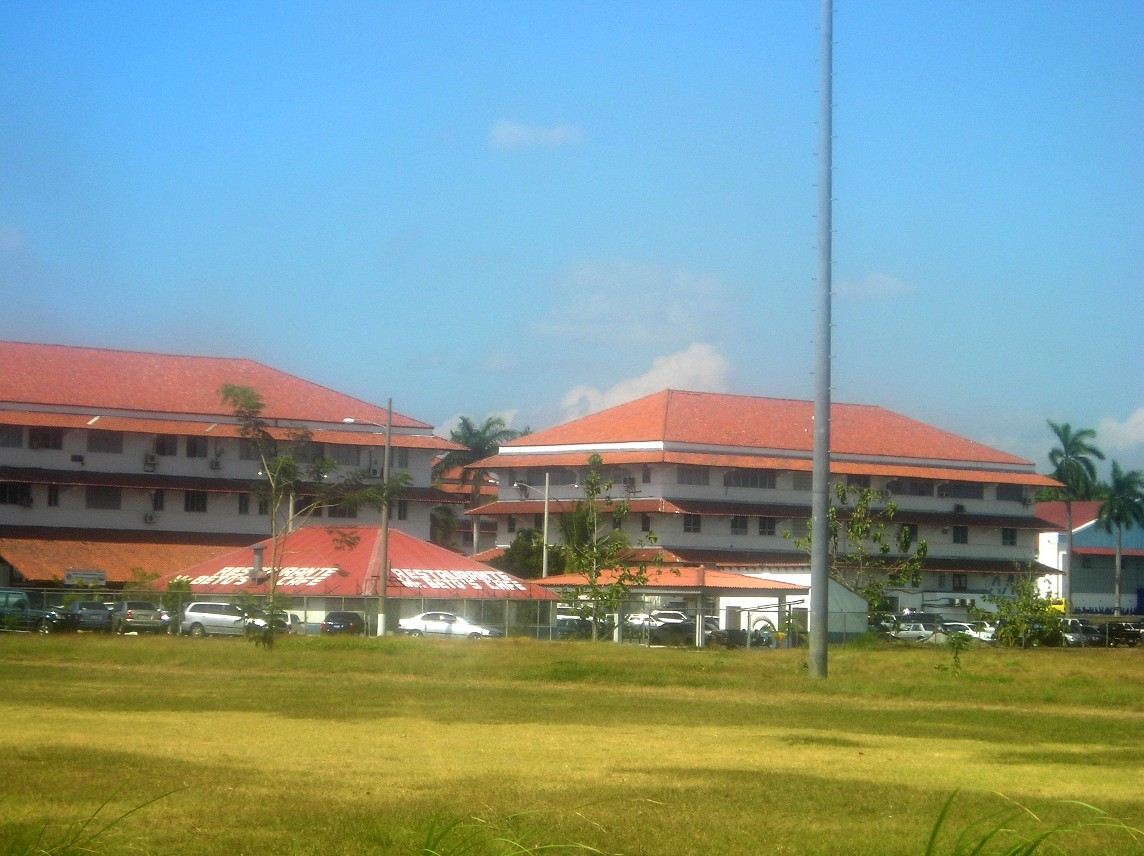
Instalaciones en las que funcionó la Escuela de las Américas en Panamá, desde donde se impulsaron las dictaduras tildadas de «fascistas» en América Latina

A partir de la década de 1920 en América Latina se instalaron dictaduras militares o cívico-militares, calificadas como «fascistas», aunque de manera no uniforme, por un sector importante de los científicos sociales. Esa calificación ha sido cuestionada por otro sector, considerando que se trata de «un uso abusivo e impropio del término fascismo».
La discusión tuvo un punto de inflexión con las dictaduras impuestas a partir de 1964, bajo el impulso abierto de Estados Unidos, en el marco de la Doctrina de la seguridad nacional, aplicada en la Guerra Fría. Esas dictaduras adoptaron un perfil brutal, de violación abierta de los derechos humanos y terrorismo de Estado, que llevaron a que un sector de investigadores, que no calificaban como «fascistas» a las dictaduras latinoamericanas, comenzaran a hacerlo. Entre ellos se encuentran Leopoldo Zea y Theotonio dos Santos sosteniendo que se trataba de un «fascismo dependiente», Agustín Cueva, sosteniendo que se trataba de un «proceso de fascistización de América Latina», René Zavaleta Mercado, sosteniendo que las dictaduras militares latinoamericanas habían adoptado «proyectos de identidad fascista», y Carlos López de la Torre analizando «el “núcleo duro” de los fascismos periféricos en América Latina».
Otros investigadores como Guillermo O'Donnell, Helgio Trindade y Atilio Borón rechazaron esa calificación, y consideraron que la categoría «fascismo» se había agotado en 1945 y que las dictaduras latinoamericanas surgidas a partir de 1964 no eran fascistas, sino una forma diferente de Estado capitalista de emergencia.

##### Características generales
A partir de la década de 1920 en América Latina se instalaron dictaduras militares o cívico-militares, consideradas fascistas por un sector importante de los científicos sociales. Las dictaduras latinoamericanas fueron apoyadas en general por Estados Unidos e Inglaterra y a partir de la década de 1950 fueron promovidas activamente por Estados Unidos, como parte de su Doctrina de la Seguridad Nacional, durante la Guerra Fría, desde la Escuela de las Américas con sede en el territorio ocupado por Estados Unidos en Panamá.
Los autores que consideran que las dictaduras latinoamericanas constituyeron una manifestación del «fascismo», sostienen también que tuvo características propias, diferentes en algunos aspectos del fascismo europeo. Al igual que el fascismo europeo tuvieron características militaristas, antidemocráticas, anticomunistas, racistas y homófobas, y se caracterizaron por la violación sistemática de los derechos humanos y el terrorismo de Estado, y en algunos casos y genocidio.
Pero, a diferencia del fascismo europeo, fue liberal en lo económico, procapitalista, antiperonista en Argentina (aunque también hubo grupos fascistas peronistas), partidario de la apertura económica y estuvo alineado incondicionalmente con Inglaterra y los Estados Unidos. El economista Friedrich Hayek, que influenció fuertemente la dictadura de Pinochet (1973-1990) en Chile, declaró en Chile en 1981, que prefería una «dictadura liberal» a una democracia sin liberalismo.
Las dictaduras calificadas como «fascistas» en América Latina, desaparecieron luego del fin de la Guerra Fría, cuando la mayoría de los países latinoamericanos pudieron consolidar democracias de tipo liberal. Ello no significó que también desapareciera las ideologías que las sustentaron, o que quedaran reducidas a una expresión marginal, como sucedió en Europa luego de la Segunda Guerra Mundial. Muchos líderes políticos (algunos de ellos condenados como genocidas) y partidos participantes de la vida política democrática latinoamericana, han formado parte de las dictaduras o las defienden, como Pinochet en Chile, Antonio Bussi en Argentina, o Jair Bolsonaro en Brasil. 
Las dictaduras militares latinoamericanas que van desde la dictadura de Trujillo en la República Dominicana al Genocidio guatemalteco, pasando por el llamado Proceso de Reorganización Nacional de Argentina, la Dictadura cívico-militar en Uruguay, la dictadura de Pinochet en Chile o la dictadura militar de Hugo Banzer en Bolivia. Los regímenes más prolongados en el tiempo fueron el somocismo de Nicaragua (1937-1979) y la dictadura de Stroessner en Paraguay (1954-1989).

###### Período de entreguerras
Las primeras dictaduras calificadas de fascistas de América Latina son las que impusieron en República Dominicana Rafael Trujillo dando origen a trujillismo (1930-1961), en El Salvador Maximiliano Hernández Martínez dando origen al «martinato» (1931-1944), y en Nicaragua el general Anastasio Somoza, dando origen a lo que se conoce como somocismo (1937-1979). Las tres impusieron tipos de Estado sin posibilidades de oposición política, que se extendieron durante varias décadas, contando con apoyo de Estados Unidos y las élites económicas, caracterizándose por una ideología de marcado acento anticomunista, profundamente liberal en economía y represora de los movimientos sindicales, estudiantiles, indígenas y de políticos con programas de justicia social. 
De esa primera época data también la primera dictadura en Argentina, explícitamente inspirada en el fascismo italiano, lideraba por el general José Félix Uriburu (1930-1932), que tuvo como fin impedir que gobernara el país el radicalismo yrigoyenista, de amplia base popular, objetivo que cumplió aunque no logró consolidarse en el poder. 

###### Durante la Guerra Fría

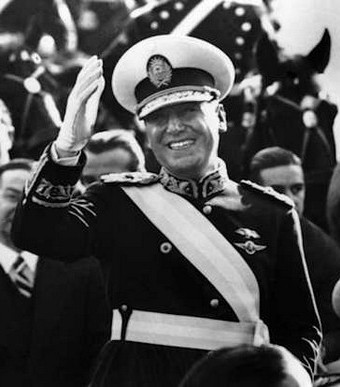
Juan Domingo Perón, presidente de Argentina de 1946 a 1955 y de 1973 a 1974, admiró el fascismo italiano y según algunos autores modeló sus políticas económicas sobre las seguidas por la Italia fascista.

Una segunda fase de las dictaduras latinoamericanas se abre con la Guerra Fría, cuando Estados Unidos promovió golpes de Estado y la instalación de dictaduras, con el fin de garantizar el alineamiento pleno de los países latinoamericanos al bando capitalista liderado por ese país norteamericano, bajo la Doctrina de la Seguridad Nacional. En 1946 se instaló la Escuela de las Américas de las fuerzas armadas estadounidenses, en territorio ocupado de Panamá, con el fin de formar y adiestrar a los militares latinoamericanos para implementar en sus respectivos países la Doctrina de la Seguridad Nacional, incluyendo los golpes de Estado e instalación de dictaduras, así como métodos represivos fundados en el terrorismo de Estado. 
En Argentina, algunos estudiosos consideran que el peronismo asociado al régimen de Juan Domingo Perón de 1946 a 1955 y de 1973 a 1974, estuvo influenciado por el fascismo, en especial en sus dos primeras presidencias. Entre 1939 y 1941, antes de su ascenso al poder, Perón había desarrollado una profunda admiración por el fascismo italiano y modelado sus políticas económicas en las políticas fascistas italianas, de manera que puede caracterizarse, según Malamud, como un movimiento con «características profacistas» o un intento fallido de estado corporativo. En el mismo sentido se pronuncia Tulio Halperín Donghi, quien matiza esta caracterización al indicar que ese componente fascista no explica por completo al peronismo.
Sin embargo, no todos los historiadores están de acuerdo con esta identificación, a la que consideran debatible o incluso falsa, y consideran que la idea de un vínculo entre el fascismo y el peronismo, que ubica a este último dentro de los movimientos contrarrevolucionarios, está sesgada por una toma de posición política peyorativa. Otros autores, como el israelí Raanan Rein, sostiene categóricamente que Perón no era fascista y que esa caracterización le fue impuesta por su postura desafiante frente a la hegemonía estadounidense. De manera similar, Cristian Buchrucker señala que el peronismo era política y económicamente «... de centro-izquierda, mientras si se toma en cuenta su posición cultural, se ubica más hacia la derecha.» Según este autor, quienes lo inscriben como una forma de fascismo lo hacen «...como producto de la pasión política» Para Alejandro Grimson, caracterizar al peronismo como fascismo, o cualquier otra explicación esquemática, «implica violentar los hechos.» Cabe destacar que en las décadas de 1960 y 1970, prevaleció en parte de la intelectualidad de izquierda, la idea de que el peronismo era un movimiento de carácter revolucionario y socialista.
En este período continuaron hasta 1961 y 1979 respectivamente, las dictaduras fascistas de Trujillo en República Dominicana y Somoza en Nicaragua, que se habían iniciado en la etapa anterior, bajo una ideología explícitamente fascista. Dos nuevas dictaduras se instalaron en 1954 en Paraguay, bajo el mando de Alfredo Stroessner (1954-1989) y Guatemala bajo Mario Sandoval Alarcón, que dio origen al Movimiento de Liberación Nacional (Guatemala) (1954-1982).
El golpe de Estado que implantó en 1964 la dictadura militar en Brasil, desencadenó una serie de dictaduras en el Cono Sur caracterizadas por el terrorismo de Estado: Revolución Argentina (1966-1972), Pinochet en Chile (1973-1990), la Dictadura cívico-militar en Uruguay (1973-1985) y el Proceso de Reorganización Nacional (1976-1983) en Argentina. Con similares características en Guatemala se instaló la dictadura de Efraín Ríos Montt (1982-1983).
En la sección «Discusión sobre la calificación como fascista» se detalla el debate sobre la calificación de «fascista» a las dictaduras posteriores a 1964.

## Pervivencia del concepto hasta la actualidad

### Neofascismo

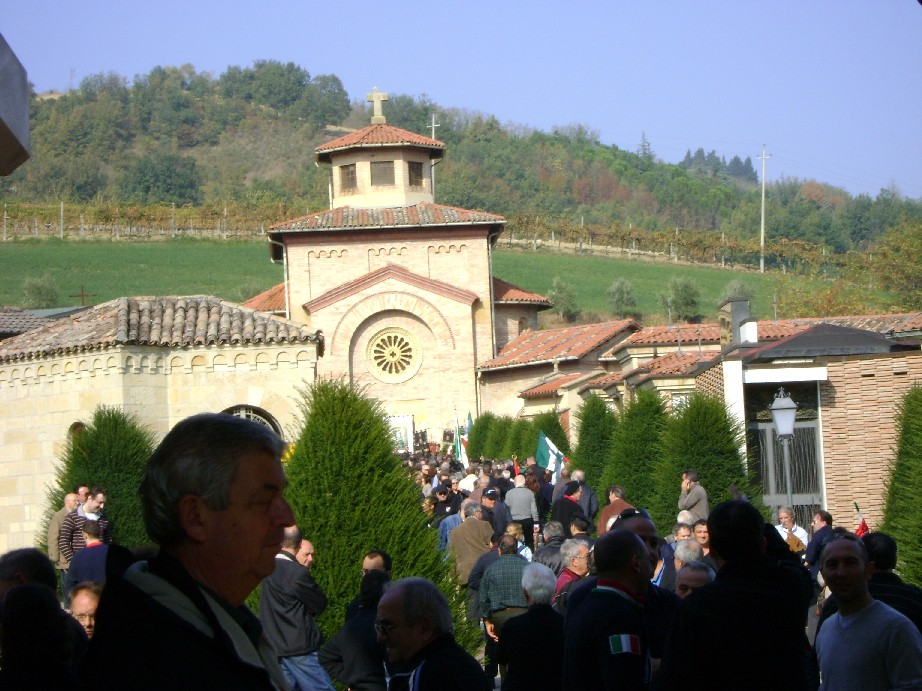
Manifestación neofascista en Predappio, donde se halla la tumba de Mussolini

El neofascismo es una ideología posterior a la Segunda Guerra Mundial que incluye elementos significativos del fascismo tradicional italiano. Es un movimiento político y cultural que surge en Europa en los años 1980 con algunas ideas del anterior fascismo y que se organiza en partidos políticos, grupos de música y bandas urbanas; en la actualidad está ascendiendo cada vez más en Europa.
El fascismo en sus expresiones más tradicionales resurgió en las décadas de 1980 y 1990 bajo los nombres de neofascismo y movimiento neonazi, que en sus formas más marginales reproduce la estética retro y actitudes similares (violencia juvenil callejera). Como movimiento político de presencia institucional, en Italia apareció después de la Segunda Guerra Mundial bajo la forma del partido político Movimento Sociale Italiano (Movimiento Social Italiano, misinos), que con el tiempo buscaría una presencia más asumible por el régimen político democrático bajo el nombre de Alleanza Nazionale (Alianza Nacional) y se redefinió como postfascista, llegando al gobierno italiano (Gianfranco Fini, bajo la presidencia de Silvio Berlusconi, 1994).
Desde finales del siglo XX han aumentado las posibilidades electorales de los partidos que basan su propuesta política en distintas ofertas de dureza contra la inmigración y mantenimiento de la personalidad nacional. Además de en Italia, en varias democracias europeas la presencia de partidos de extrema derecha, o personalidades con un pasado nazi o fascista han llegado a ocasionar incluso problemas internacionales: fue el caso del escándalo por la llegada de Kurt Waldheim a la presidencia de Austria (1996) o la entrada en el gobierno del mismo país del Freiheitliche Partei Österreichs (Partido Liberal de Austria, FPÖ) de Jörg Haider en 1999. En los Países Bajos ocurrió un caso similar con la Lijst Pim Fortuyn (Lista Pim Fortuyn, LPF) en 2002. En Francia, la inesperada posibilidad de que Jean-Marie Le Pen (Front National, Frente Nacional) pudiera llegar a la presidencia de la República, llevó a una agrupación del voto de todo el espectro político de izquierda a derecha en su contra en las elecciones de 2002.

#### Características
El término neofascismo suele aplicarse a grupos de tercera posición, y que expresan una admiración específica por Benito Mussolini y otros líderes fascistas.
No solamente es una tendencia ideológica, se considera un método de hacer política que incluye la exaltación del líder, un férreo control del partido, propaganda y populismo. «El populismo nace del fascismo como resultado de la derrota de éste último y en la necesidad de convertirse en una opción válida dentro de los cánones que se imponían en el nuevo mundo y que tenían que estar dentro de un ámbito democrático».
El neofascismo incluye generalmente el nacionalismo, las políticas antiinmigración, el populismo, el conservadorismo religioso y social, el anticlericalismo, la xenofobia y el antisemitismo, o donde es relevante, el indigenismo, el nativismo, el supremacismo, el anticomunismo y en general la oposición al sistema parlamentario y a la democracia liberal.
El neofascismo se basa en un Estado todopoderoso que dice encarnar el espíritu del pueblo. La población no debe, por lo tanto, buscar nada fuera del Estado, que está en manos de un partido único. El Estado fascista ejerce su autoridad a través del orden, seguimiento, militarización de los estamentos sociales y la propaganda (incluyendo la manipulación del sistema educativo).
Algunos regímenes posteriores a la Segunda Guerra Mundial han sido descritos como neofascistas debido a su naturaleza autoritaria y a su fascinación con la ideología y rituales fascistas. Las organizaciones neofascistas más importantes se han desarrollado en Grecia, Italia, España y Francia.[cita requerida]

#### Neofascismo en Italia
Muchos seguidores del fascismo Mussoliniano crearon pequeños partidos y organizaciones neofascistas en Italia, después de la Segunda Guerra Mundial. El más importante fue el Movimento Sociale Italiano (MSI).
El MSI fue una organización neofascista legalista y parlamentaria italiana fundada en 1946 por Arturo Michelini, Pino Romualdi, Giorgio Almirante, Giorgio Bacchi, Giovanni Tonelli y Renzo Lodoli. Sus ideales fundamentales fueron el sindicalismo, corporativo y vertical, el intervencionismo estatal en economía y educación, y la defensa de la cultura católica tradicional en la sociedad italiana.
Por otro lado, organizaciones como Ordine Nuovo o Nuclei Armati Rivoluzionari, entre otros, llevaron a cabo sangrientos atentados terroristas durante los años de plomo, entre ellos el atentado de Piazza Fontana y la matanza de Bolonia (el peor ataque terrorista en la historia de Italia). Muchos de estos crímenes fueron coordinados en conjunto con la CIA, como parte de la estrategia de la tensión promovida por Estados Unidos para combatir el izquierdismo en Europa (Operación Gladio).
Otros pequeños partidos neofascistas italianos son Fiamma Tricolore, Forza Nuova y el Fronte Sociale Nazionale. Hubo también un desarrollo cultural de la ideología fascista en las organizaciones neofascistas italianas.

### Fascismo de izquierda
El concepto, tal como fue utilizado originariamente por Jürgen Habermas, designaba a los movimientos terroristas de extrema izquierda de los años sesenta. En la actualidad su uso se ha extendido para calificar peyorativamente a cualquier ideología izquierdista (especialmente en Estados Unidos) y a los críticos del Estado de Israel (en los medios de difusión afines a ese país), de un modo similar al adjetivo «antisemita».

### Fundamentalismos religiosos

Estado Islámico de Irak y el Levante —grupo yihadista— considerado fascista por los medios occidentales.

El surgimiento en la escena internacional del fundamentalismo islámico a partir de la revolución iraní (1979) y su extensión a otras repúblicas islámicas, así como al terrorismo internacional, ha puesto de manifiesto la posibilidad de un totalitarismo de corte religioso, que emplea técnicas violentas de algún modo comparables al fascismo; para calificarlo peyorativamente se ha venido utilizando el adjetivo «islamofascismo», aunque tales movimientos ideológicos son bastante alejados entre sí. También es habitual señalar las similitudes con el fascismo de movimientos denominados fundamentalismo cristiano, que en algún caso se han llegado a denominar cristofascismo.

### Uso extendido del adjetivo «fascista»
El adjetivo «fascista» se aplica con fines peyorativos de manera muy extendida en el lenguaje coloquial, y muy frecuentemente también en todo tipo de literatura, sobre todo a efectos polémicos o descriptivos, más allá de su adecuación o no a una estricta correspondencia con la ideología o los regímenes políticos fascistas. Se asocia con las posturas políticas de extrema derecha y las ideas y actitudes racistas, intolerantes o autoritarias; y al desprecio por el diferente, el marginado, el que no piensa del mismo modo o las minorías.